# Art académique brésilien

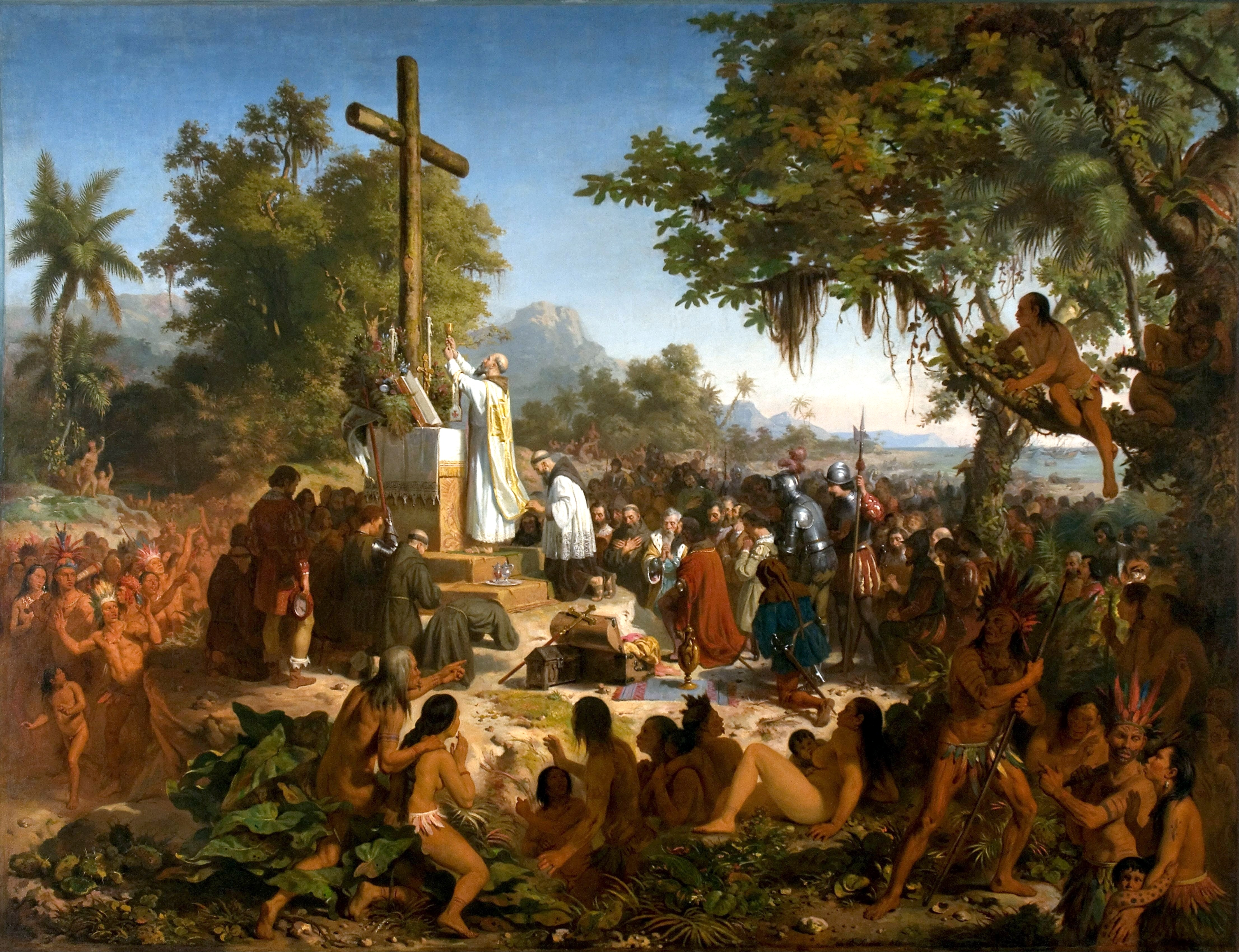
Victor Meirelles, La Première Messe au Brésil (1861, Musée national des beaux-arts).

L'académisme au Brésil est l'expression institutionnalisée de l'ensemble du système artistique qui prévalait au Brésil du début du XIXe siècle au début du XXe siècle, basé sur les principes de l'art académique européen. Initié par l'École royale des Sciences, des Arts et des Métiers, fondée par Dom João VI en 1816 sous l'impulsion de la Mission artistique française, il s'est épanoui avec l'Académie impériale des beaux-arts et le mécénat de l'empereur Pierre II et s'est achevé avec l'incorporation de son successeur républicain, l'École nationale des beaux-arts, par l'Université fédérale de Rio de Janeiro, en 1931.
Plutôt qu’un style spécifique, l’académisme est, à proprement parler, une méthode d’enseignement artistique professionnel de niveau supérieur, équivalent à l’enseignement universitaire moderne. Au Brésil, ce système a été introduit pendant la période du néo-classicisme, un style dont il a été l'un des principaux moteurs de diffusion, et a ensuite absorbé les esthétiques romantiques, réalistes, symbolistes et autres qui ont donné le ton au tournant du XIXe au XXe siècle, les purgeant de tout ce qui ne correspondait pas à la formalité de l'Académie.
Le lien étroit entre l’art académique brésilien et le pouvoir établi a élargi le sens du terme, faisant de l’académisme national à la fois un système d’enseignement, un mouvement philosophique et un acte politique, un laboratoire pour la formulation de symboles importants de l’identité nationale et une vitrine pour leur diffusion, contribuant à faire de sa période de validité l’une des plus riches, des plus complexes, des plus mouvementées et des plus intéressantes de l’histoire de l’art brésilien. Son puissant héritage artistique reste important à ce jour. Bien que le terme « Académisme » soit le plus souvent appliqué dans l'histoire de l'art brésilien à la période décrite ci-dessus, le système d'enseignement académique a survécu aux revers du modernisme et aux mouvements d'avant-garde du XXe siècle. Quoi qu'ayant changé, s'insérant dans l'environnement des écoles d'art des universités modernes, qui produisent et théorisent aujourd'hui l'art à un niveau élevé et sont les descendants directs de l'École fondée par le roi du Portugal Jean VI et les Français.

## Modèle académique européen et contexte brésilien

### Modèle académique européen

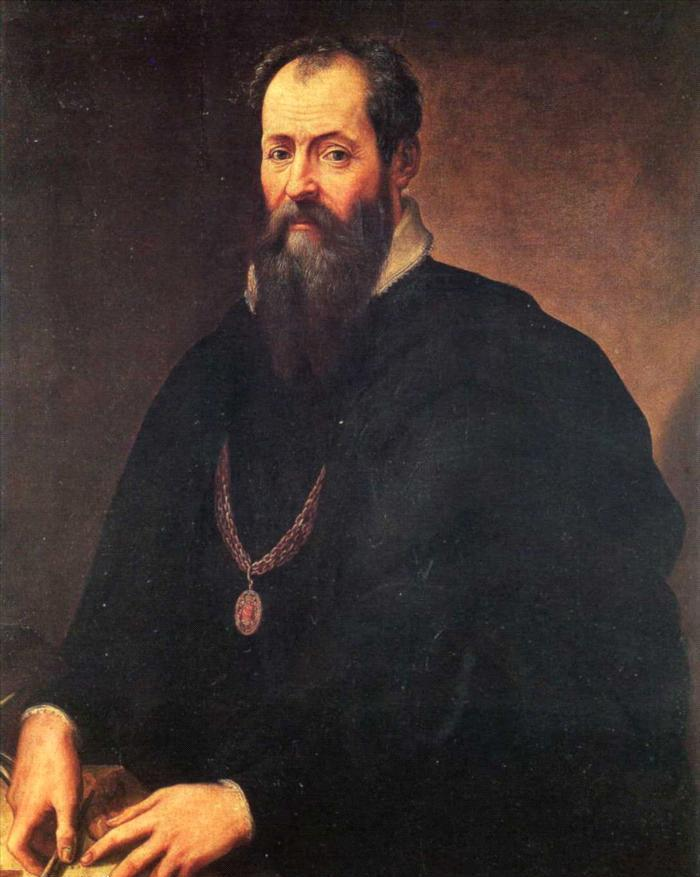
Giorgio Vasari, Autoportrait (c. 1571 - 1574, Galerie des Offices).

Les académies d'art sont nées à la fin de la Renaissance. Auparavant, la production artistique se faisait à travers des corporations d’artisans et des ateliers collectifs, les guildes, qui avaient souvent le caractère d’une entité de classe, où l’apprentissage se faisait de manière essentiellement informelle. Il n’y avait pas de cours réguliers, ni de méthodologie systématisée. Cherchant à organiser ce système et à élever le statut de l'art d'une fonction artisanale à un métier libéral, l'Académie des beaux-arts de Florence (Accademia del Disegno) est fondée à Florence en 1563 sous l'impulsion de Giorgio Vasari et le patronage de Cosme de Médicis. N'offrant au départ que des cours théoriques et d'anatomie, et ne différant pas beaucoup en pratique d'une guilde comme les autres, l'Accademia del Disegno devient bientôt une institution éducative respectée, responsable de la formation des peintres, sculpteurs et architectes, et devint l'organisme consultatif du gouvernement pour toutes les questions de travaux publics dans la ville. En 1593, l'Académie de San Luca (Accademia di San Luca) est fondée à Rome, avec une organisation beaucoup plus objective et un programme de cours plus cohérent. Consolidé par l'expérience des années, le système d'enseignement académique devient assez standardisé, basé sur des principes pratiques et théoriques, y compris le dessin d'observation et les copies de modèles établis, la géométrie, l'anatomie et la perspective, l'histoire et la philosophie. Adoptant l'idée que l'art peut être enseigné, transmis dans son intégralité, et que le talent seul ne mène nulle part sans une formation disciplinée et méthodique, la notion d'originalité individuelle est problématisée, mais l'art se distingue de l'artisanat en plaçant l'artiste dans une sphère supérieure, celle de l'intellectuel et du professionnel libéral. Pour les universitaires, le point de départ est la tradition, estimant que si les mêmes hypothèses théoriques et techniques observées dans le travail de maîtres renommés sont adoptées, il devient possible d’atteindre le même niveau de qualité.

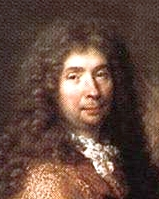
Nicolas de Largillierre, Détail du portrait de Charles Le Brun (1686, musée du Louvre).

Suivant l'exemple italien, en 1648, l'Académie royale de peinture et de sculpture est fondée à Paris, avec le même but d'enseigner l'art comme profession libérale. Avec le soutien financier du gouvernement de Louis XIV et sous la direction de Charles Le Brun, l'Académie française développe une orthodoxie esthétique solide et une philosophie alignée sur la politique de propagande de l'État qui contrôle presque totalement l'art produit en France, exerçant une grande influence dans toute l'Europe et étant particulièrement fertile et frappante pendant le néo-classicisme. C'est sur ce modèle que naît l’académisme brésilien. Ainsi, l'« académisme » n'est pas tant un style spécifique, puisqu'il existe des académismes depuis le XVIe siècle, englobant tous les styles successifs — Renaissance, maniériste, baroque, néo-classique, etc. — mais plutôt un système d'enseignement guidé par des critères pédagogiques et esthétiques traditionnels et formalisés. Le terme « artiste académique » désigne, à proprement parler, simplement une personne qui est entrée et a été formée dans l'une des académies d'art.

Jusqu'au début du XIXe siècle, l'enseignement artistique au Brésil se déroule de manière largement informelle, dans les ateliers des artistes et de leurs disciples, très similaires aux guildes européennes. L'État ne subventionne qu'une modeste école, l'Aula Régia de Desenho e Figura, fondée en 1800 à Rio de Janeiro et dirigée par Manuel Dias de Oliveira. Le transfert de la cour portugaise au Brésil en 1808 génère de profonds changements culturels, sociaux et institutionnels dans le pays, jusqu'alors une colonie portugaise avec une économie extractive et agraire. Les institutions, les services publics et l’administration en général sont réorganisés, et il devient nécessaire de mettre le Brésil au diapason des tendances culturelles les plus avancées qui se développent en Europe. En même temps, il y a une grave pénurie de professionnels préparés à répondre aux demandes croissantes d'artisans et de maîtres dans diverses spécialités techniques, telles que l'architecture, l'urbanisme et l'ingénierie, spécialités qui, dans la coutume de l'époque, se chevauchent et sont souvent enseignées dans les cours d'art, et qui sont précieuses pour l'industrialisation et la modernisation de la colonie, qui devient bientôt le Royaume-Uni de Portugal, du Brésil et des Algarves. Ainsi, la création d’une académie des arts au Brésil répond à des besoins pratiques et culturels divers.

### Débuts brésiliens: la Mission artistique française et l'Académie Lebreton

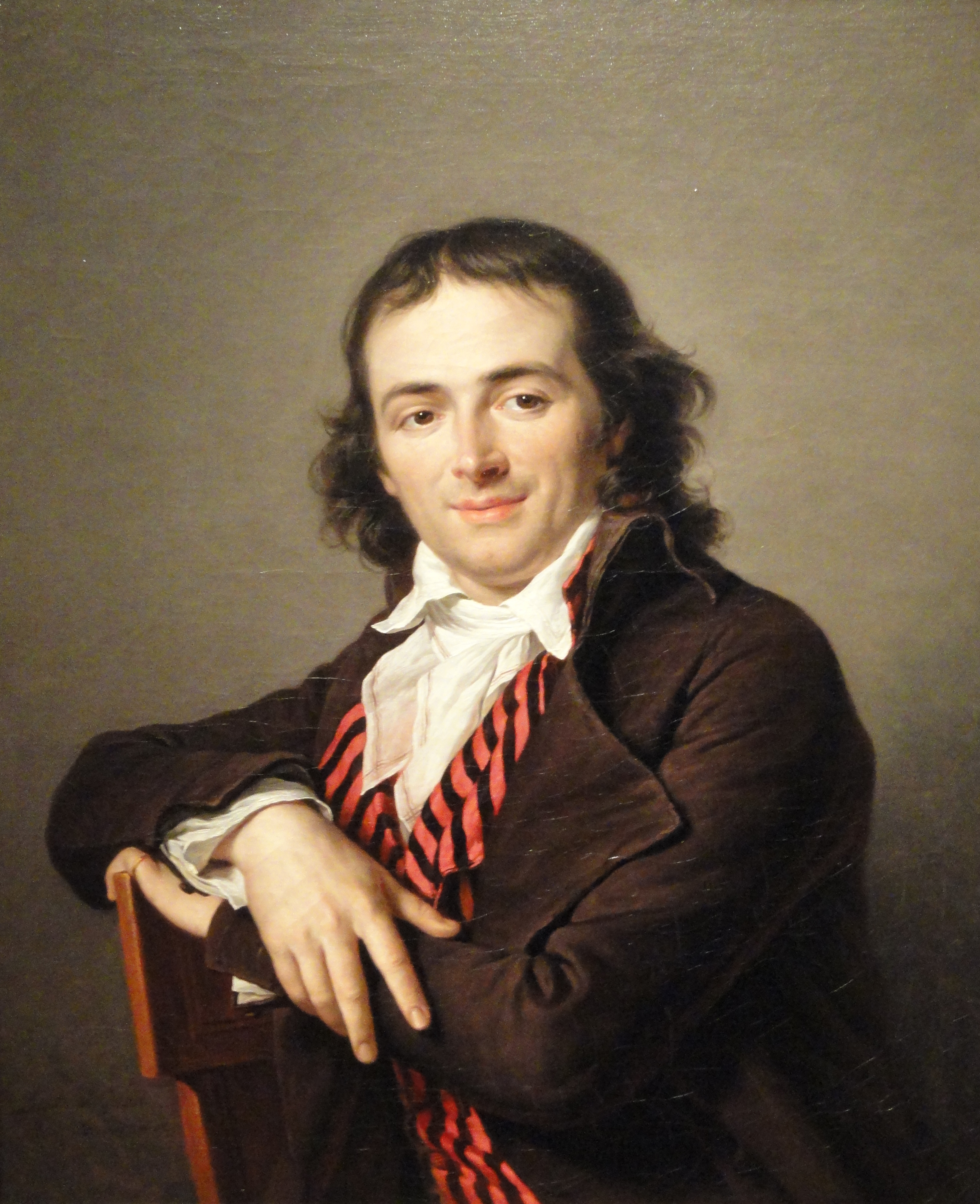
Adélaïde Labille-Guiard, Portrait de Joachim Lebreton (1795, musée d'Art Nelson-Atkins).

Dans ce scénario en pleine évolution, la Mission artistique française arrive dans le pays en 1816, proposant la création d'une école d'art inspirée du modèle de la respectée Académie française. Son projet implique la création de cours de formation diplômante pour les futurs artistes et techniciens dans des activités auxiliaires telles que le modelage, la décoration, ou la menuiserie. Joachim Lebreton, responsable de la Mission et créateur du projet, systématise le processus et les critères d'évaluation et d'approbation des étudiants, l'horaire et le programme des cours. Il suggère des modalités d'utilisation publique des diplômés et planifie l'expansion des collections officielles avec leurs œuvres, en précisant également les ressources humaines et matérielles nécessaires au bon fonctionnement de l'École. Reconnaissant pragmatiquement que le grand art continuera même dans un monde transformé par la Révolution française, seules les monarchies étant remplacées par la riche bourgeoisie, Lebreton propose néanmoins un projet basé sur une tradition d'une ancienneté significative, mais qui est éminemment pratique et a une efficacité prouvée dans le temps, et qui à cette époque est sans précédent au Brésil et même au Portugal. Immédiatement accueillie par le roi Jean VI, cette proposition donne naissance à la fondation de l'École royale des Sciences, des Arts et des Métiers. Les conditions initiales sont créées pour la naissance d’un nouveau système artistique au Brésil, qui sera inextricablement lié au fonctionnement de l’académie en tant qu’institution. Cependant, dans ses débuts, l'École est confrontée à de sérieuses difficultés et il faut au moins dix ans pour s'établir et commencer ses activités définitives, ce qui conduit à sa réouverture le 5 novembre 1826, en présence de l'empereur Pierre Ier, sous le nom d'Académie impériale des Beaux-Arts.
L'académisme représente une révolution dans les méthodes d'enseignement de l'art au Brésil, constituant l'avant-garde de l'époque. Afonso Taunay résume sa signification lorsqu'il dit que « l'empirisme, ou l'automatisme des processus actuels d'apprentissage artistique et professionnel, a été remplacé par une méthodologie. L'ère antididactique a pris fin et l'ère didactique a commencé... Dans la peinture — l'antique, la mythologie et l'histoire ont remplacé le travail presque exclusivement sacré des santeiros picturaux de la colonie et de la dernière vice-royauté ». Quant à la méthode, l'enseignement se déroule selon les étapes suivantes :
- Dessin général et copie de modèles de maîtres, pour tous les élèves ;
- Dessin de figures et de nature, et modelage d'éléments pour sculpteurs ;
- Peinture académique avec modèles vivants pour peintres ; sculpture d'après modèle vivant pour les sculpteurs, et étude dans l'atelier des maîtres graveurs et des maîtres dessinateurs pour les étudiants de ces spécialités.

Pour l'architecture, il y a également trois étapes divisées en théorique et pratique :
- Théorie :
  - Histoire de l'architecture à travers l'étude des anciens ;
  - Construction et perspective ;
  - Stéréotomie.
- Pratique :
  - Conception ;
  - Copie de modèles et étude des dimensions ;
  - Composition.

Parallèlement, Lebreton prévoit la formation d'artisans auxiliaires avec l'introduction de cours techniques. Son plan est très détaillé, mais on sait que ses directives ne sont pas suivies lors de la première installation de l’Académie impériale des Beaux-Arts. Lebreton meurt bientôt et est remplacé par Henrique José da Silva, farouche opposant aux Français, qui supprime les cours techniques, ce qui amène Debret à déplorer la tournure que prennent les choses, qui semblant conduire « l'enseignement de l'Académie à succomber aux erreurs et aux vices de l'Ancien Régime »,.

### Stabilité

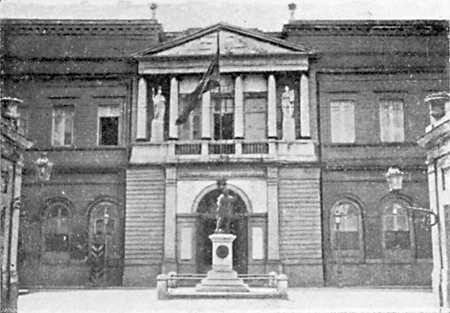
Le bâtiment de l'Académie impériale, conçu par Grandjean de Montigny.

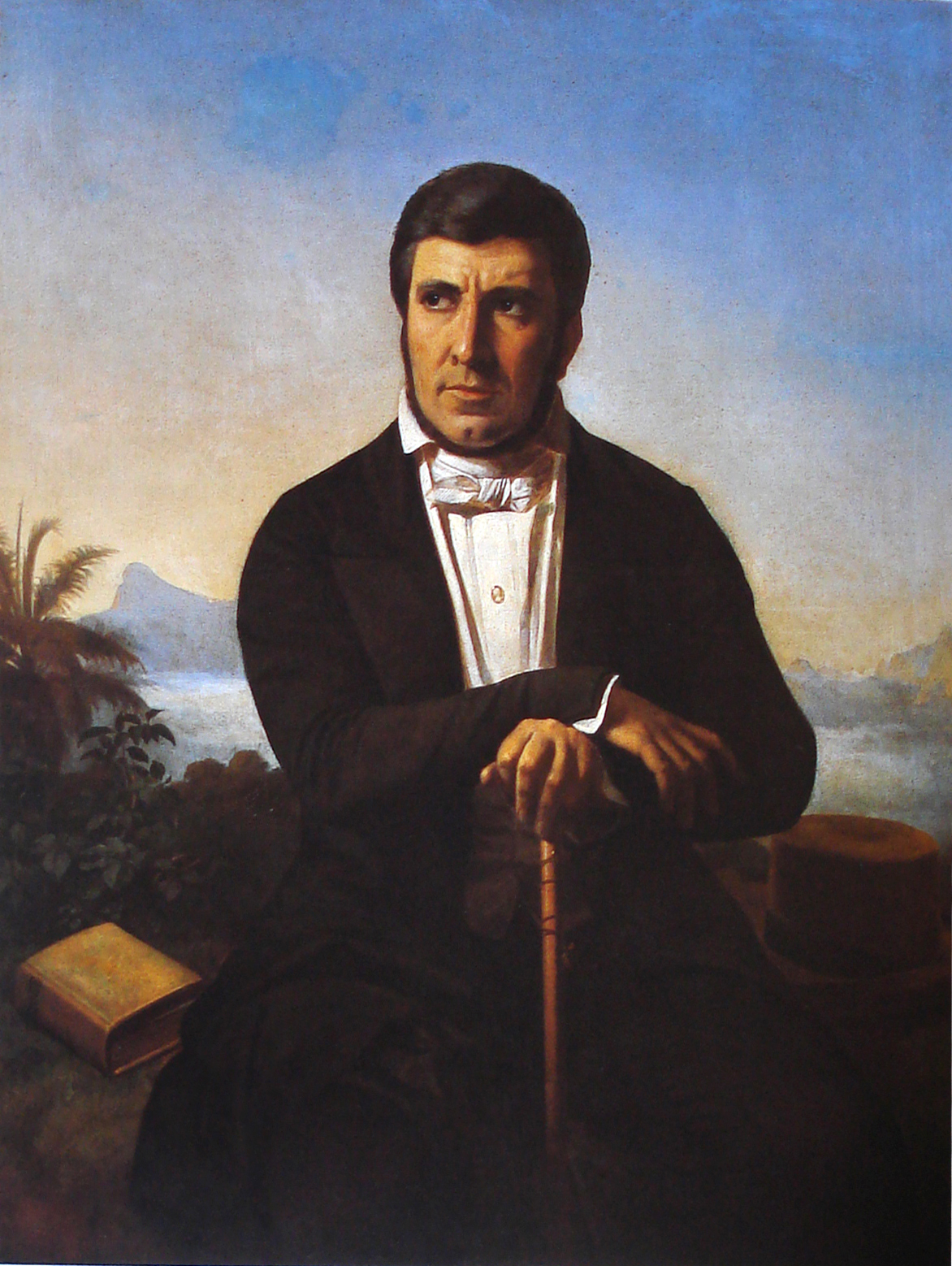
, Portrait de Manuel de Araújo Porto-alegre (1848, Musée national des Beaux-Arts du Brésil).

L'étude de l'académisme au Brésil est liée à la connaissance de l'histoire de l'Académie impériale, centre d'irradiation du nouveau système d'enseignement et de production artistique qui devient dominant dans tout le Brésil, pris comme modèle pour l'ouverture de cours similaires dans d'autres endroits. La formule de Lebreton est complète, mais elle n’a jamais pu être mise en œuvre dans son intégralité. La réforme Lino Coutinho de 1831 ne fait en effet que réaffirmer la double vocation de l'école comme centre de formation d'artistes et d'artisans prônée par le Français, après un démarrage partiel de son fonctionnement. Cette réforme est la ligne directrice de base de la gestion de Félix Taunay, fils de Nicolas, qui était revenu en France désillusionné par les retards et les intrigues entourant le projet. Félix organise la bibliothèque de l'Académie et traduit des sources étrangères de référence théorique, institue des prix de perfectionnement par le biais de bourses et organise les Expositions générales (Exposições Gerais), bien qu'il ne soutienne pas non plus les cours techniques.
Avec la stabilité politique et sociale du second règne, et avec le soutien constant du nouvel empereur Pierre II, l'Académie impériale commence un cycle de prospérité, mais elle ne devient jamais un endroit paisible et souffre toujours de plusieurs déficiences d'infrastructure. On se plaint à plusieurs reprises du faible niveau de formation générale des étudiants et de leur production, prétendument faible et rare, et les conflits administratifs et esthético-pédagogiques, tant internes qu'externes, sont déjà légendaires, ce à quoi il faut s'attendre, pour une proposition qui a pour objectif de fonder un système artistique entièrement nouveau et de supprimer des pratiques anciennes et profondément enracinées qui sont tout à fait différentes. Entre faiblesses et succès, l'Académie impériale devient néanmoins le centre de l'attention, prospère et devient de plus en plus présente sur la scène artistique de Rio de Janeiro et, par extension, de tout le Brésil, car elle commence à jouer un rôle décisif dans l'orientation de l'art national. Au fil des années, l'institution grandit et essaye d'améliorer ses pratiques, souvent en restructurant ou en améliorant le programme et en créant des bourses de voyage pour se perfectionner à l'étranger. Dans la seconde moitié du siècle, le système académique atteint son apogée, lorsque la structure administrative et l'enseignement de l'Académie impériale se stabilisent, une succession d'étudiants et de professeurs notables fréquentent les cours et la scène artistique commence à compter sur la participation croissante et dynamique d'artistes étrangers, qui viennent souvent avec le bagage d'études achevées dans des académies européennes et contribuent en donnant des cours, comme c'est le cas de François-René Moreaux et Georg Grimm, ou qui se forment à l'Académie impériale elle-même et deviennent plus tard des figures importantes, comme Augusto Müller et Giovanni Battista Castagneto.
Mais à cette époque, une série de nouvelles critiques exigeent une remise au goût du jour de l’école. Manuel de Araújo Porto-Alegre prend la direction de l'école à partir de 1854 et propose une nouvelle réforme du programme et des méthodes d'enseignement, appelée Réforme Pedreira. Comme le prouve son discours d’investiture, il est parfaitement conscient des limites culturelles et infrastructurelles du Brésil et tente de restructurer le système de production artistique en consolidant ses bases :

« Je ne viens pas avec des désirs infondés, ni avec la vanité de montrer des expositions publiques dans un pays nouveau, où la richesse et l'aristocratie n'ont pas encore fait appel aux beaux-arts pour orner leurs armoiries et leurs libéralités. Chacun sait que les expositions artistiques ne brillent que dans les pays où l'on achète des statues et des panneaux originaux, et où les architectes projettent sans cesse des édifices qui sont exécutés sur la place publique. Chacun sait que seules Leurs Majestés achètent des objets d'art dans les expositions [...] Notre mission sera plus modeste mais plus utile et plus nécessaire aujourd'hui : [...] avant l'artiste, il faut préparer le bon artisan, comme avant l'artiste il faut déjà l'artisan nécessaire. »

Parallèlement, il a de grands objectifs en matière de formation des artistes. Lors d'une séance solennelle en septembre 1855, il propose les « trente points artistiques à développer par les membres de l'Académie », dont beaucoup sont de nature philosophique et pas seulement administrative, démontrant que le système dans son ensemble est déjà bien établi et peut se réfléchir sur lui-même. Araújo est dynamique, a des idées modernes et relance les principes de Lebreton qui ont déjà été négligés, comme l'intérêt pour les cours techniques, en créant plusieurs nouvelles chaires — dessin géométrique, dessin industriel, théorie du clair-obscur et de la perspective, mathématiques appliquées, sculpture ornementale, et histoire et théorie des arts. Il défend les professeurs dans divers procès, agrandit le bâtiment de l'Académie pour accueillir la Pinacothèque, souligne l'importance de l'éducation générale des artistes et leur contribution à la formation d'une nation progressiste, et obtient une prolongation de la durée des bourses. Il est également un défenseur infatigable de la formulation d’un vocabulaire formel qui reflète la réalité et les caractéristiques distinctives de la nature et du peuple brésiliens, et qui ne soit pas seulement une transposition automatique de solutions programmées par le style européen. Son programme et ses propres critiques envers ses collègues enseignants suscitent une forte opposition dans les secteurs conservateurs, ce qui rend son mandat bref — il démissionne en 1857 — mais ses innovations guident le fonctionnement de l'Académie impériale jusqu'à la République. Par la suite, il est même loué par Luiz Gonzaga Duque Estrada, un critique bien connu de l'Académie,.

## Éducation artistique
Pour l’élaboration et l’évaluation d’une œuvre, le système académique est guidé par des préceptes technico-formels rigoureux, qui, pour être respectés, exigent une connaissance approfondie de l’anatomie, de la perspective et des techniques spécifiques de chaque modalité artistique. Ces connaissances sont progressivement systématisées et leur assimilation est périodiquement testée devant des jurys à travers la présentation de pièces d'épreuve, œuvres composées spécifiquement pour attester des progrès de l'étudiant. Le processus prend plusieurs années à être mené à bien, exactement comme le système académique actuel, au sens d'une université, formant des professionnels à un niveau supérieur. Selon Cybèle Fernandes,

« La tradition néoclassique a consacré la méthode analytique, le professeur étant un observateur attentif et un guide. Sans négliger la liberté créatrice de l'élève, le maître devait l'amener à apprécier la nécessité des règles, de la beauté idéale, de la grâce, de l'harmonie compositionnelle et du bon goût. En ce sens, la connaissance de l'histoire sainte, de la mythologie classique et des symboles était indispensable à l'exercice de la composition allégorique et à la formation générale de l'élève. »

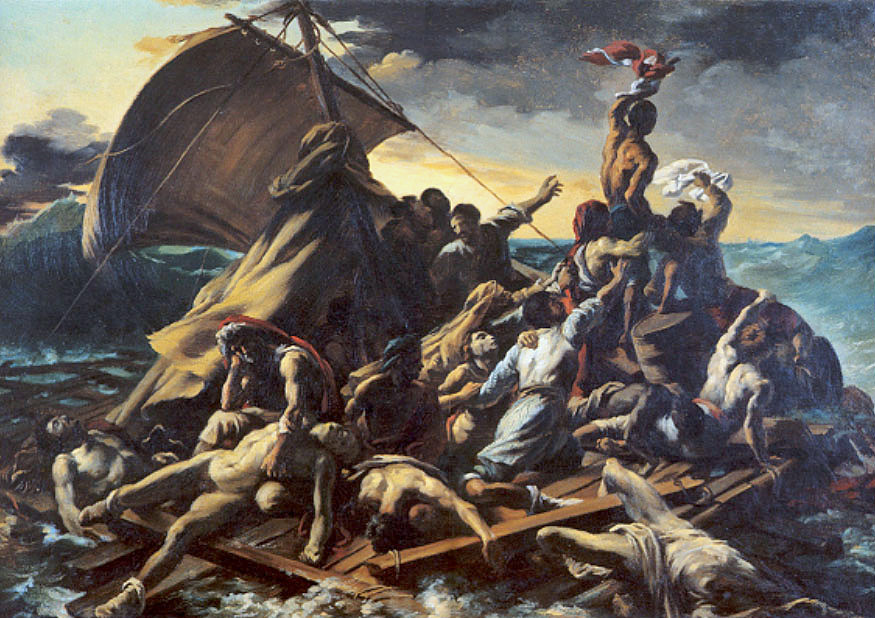
Théodore Géricault, Le Radeau de la Méduse, copie réalisée par Victor Meirelles alors qu'il est encore étudiant en Europe (c. 1858,).

Le corps théorique qui guide l’enseignement académique doit beaucoup à la notion d’interdépendance des arts entre eux et avec les sciences humaines, où la littérature et la rhétorique jouent un rôle important. Dans le modèle français, une partie de l'enseignement se fait en prenant une œuvre en particulier comme thème d'un cours magistral, et à partir de celle-ci un tuteur discute de ses qualités et de ses défauts techniques, de sa lignée stylistique et de ses significations et références pour l'univers culturel dans son ensemble. Par exemple, de nombreux traités sur la peinture s’appuient sur des ouvrages sur la rhétorique, car cet art cherche à attirer l’attention du public et à le convaincre du point de vue défendu dans le discours. Le bon orateur utilise une série de figures de style, des gestes efficaces, des expressions faciales soigneusement choisies et parfois même les vêtements les plus adéquats, utilisant toutes les ressources pour essayer de fournir au public une vue d'ensemble du sujet discuté, lequel est particulièrement caractérisé par une dramatisation théâtrale et une visualisation mentale. Une grande partie de ce répertoire du langage verbal et de la mise en scène est transposée directement dans les arts visuels, donnant naissance à une iconographie standardisée qui, au fil du temps, devient l'élément de base du langage visuel, au même titre que les mots du discours parlé. Elle est ainsi comprise par tous sans difficulté et entraîne automatiquement la lecture de chaque personnage peint ou sculpté d'une certaine manière vers un sens conventionnel préétabli.

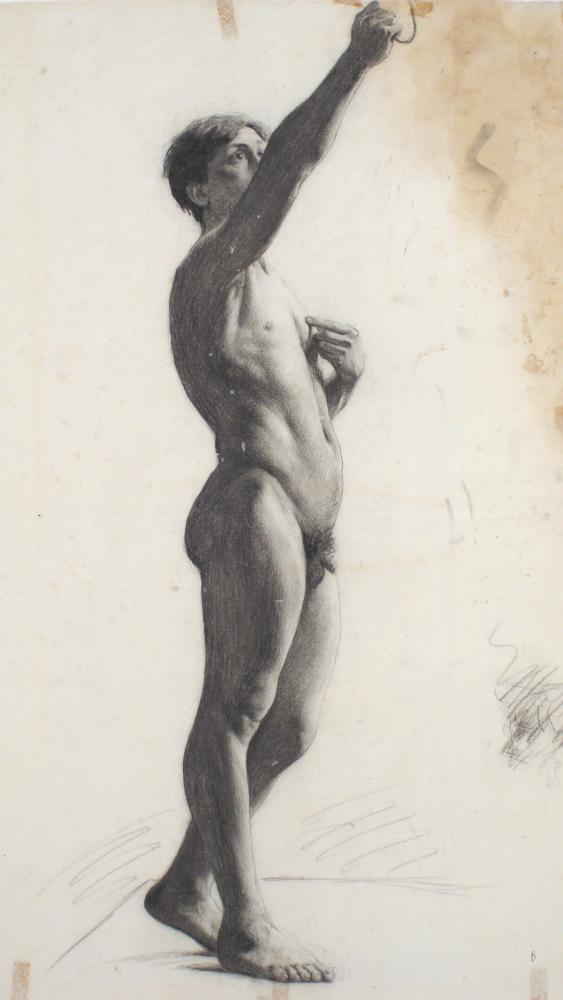
Pedro Weingärtner, Étude (1878,.

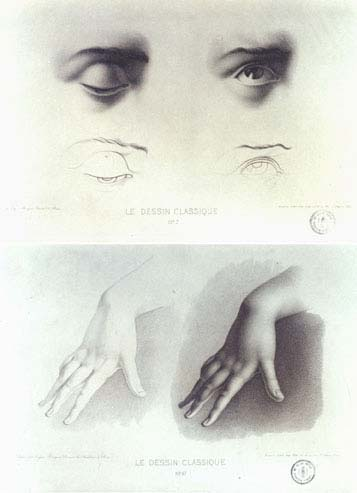
, Étude d'œils et de mains, gravure du XIXe siècle. L'un des nombreux modèles graphiques importés pour l'étude des étudiants Musée Dom-João-VI.

L’étude exhaustive du corps humain et la maîtrise complète de sa représentation dans toutes les positions et expressions sont des conditions préalables au succès de l’artiste académique. Les peintres, par exemple, en plus d'une description convaincante et correcte du corps humain, doivent être capables de créer l'illusion d'un espace réel dans lequel leurs personnages évoluent, et atteindre cette vraisemblance dans une peinture à l'huile — la technique de peinture typique de l'académisme — est un processus long et complexe, qui en plus du talent artistique exige beaucoup de préparation en matière scientifique et culturelle. Le sculpteur et l'architecte ont une préparation spécifique, avec l'inclusion de plusieurs autres connaissances et sciences techniques, telles que le coulage et l'ingénierie, respectivement.
Pour maîtriser l'un des arts mentionnés ci-dessus, le dessin est fondamental. Pour cela, il existe des cours de dessin géométrique, de dessin ornemental, de dessin de statues, de dessin d'éléments naturels, de dessin d'éléments architecturaux et surtout de dessin d'après modèle vivant, permettant à l'étudiant de représenter les scènes complexes, les groupes et les panoramas qu'on attend de lui dans l'avenir, en peinture (art), en gravure et en sculpture. Pour un meilleur apprentissage, il existe plusieurs collections d'objets auxiliaires : dessins et estampes de maîtres européens, moules de parties du corps humain, dessins de corps nus, détaillés et complets, dans les positions les plus diverses, copies de tableaux ou de statues célèbres, car un élément important de la méthodologie de l'enseignement académique est la pratique de la copie, à la fois d'œuvres célèbres de l'Antiquité et d'auteurs modernes renommés, diffusées à travers ces reproductions. Comme le dit Victor Meirelles, alors professeur de peinture historique, dans son rapport présentant son programme de cours :

« Les élèves qui suivent la première année de cette classe devraient commencer leur étude de la peinture en copiant les bustes et les groupes en plâtre, puis en s'exerçant à l'étude des natures mortes, études qui contribueront grandement non seulement à leur compréhension des effets du clair-obscur et de la perspective, mais aussi à la disposition et à la distribution des différents objets qui composent la composition, ce qui leur permettra également de s'exercer à l'étude de la couleur. »

Enfin, une bonne bibliographie spécialisée sur divers sujets d'art est mise à disposition des étudiants. Ils ont accès à des traités d'anatomie et de proportions, de techniques de peinture, de gravure et de sculpture, etc., mais la faible formation générale en langues étrangères empêche une utilisation plus approfondie du matériel proposé. Conscient de ces difficultés, Félix-Émile Taunay, directeur de l'AIBA entre 1834 et 1854, traduit quelques sources et écrit en 1837 un traité d'anatomie en portugais, Epitome de Anatomia Relativa as Bellas Artes, seguido de hum compendio de physiologia das paixões, e de algumas considerações geraes sobre as proporções, com as divisões do corpo humano; offerecido aos alumnos da Imperial Academia das Bellas Artes do Rio de Janeiro (Epitome d'anatomie relative aux beaux-arts, suivi d'un recueil de physiologie des passions, et de quelques considérations générales sur les proportions, avec les divisions du corps humain ; offert aux étudiants de l'Académie impériale des beaux-arts de Rio de Janeiro), contenant des gravures de visages exprimant diverses émotions, une iconographie qui rappelle Charles Le Brun, peintre de Louis XIV. Quand il est professeur de dessin d'après modèle vivant, João Zeferino da Costa compose un manuel simplifié pour la consommation interne, intitulé Mecanismos e proporções da figura humana (Mécanismes et proportions de la figure humaine), où il compile des informations provenant de nombreux auteurs de traités européens et les présente dans un langage objectif et accessible. L'existence de tant de règles de composition et de dessin n'empêche pas les professeurs et les étudiants de comprendre que tout est un instrument technique de base, à partir duquel l'imagination et la créativité de l'artiste doivent se développer pour donner vie et intérêt à l'œuvre finale, afin qu'elle ne devienne pas mécanique. Cela ressort clairement d’un passage du manuel, qui exprime également les idéaux de beauté de l’époque :

« En ce qui concerne les règles de mesure que nous allons exposer, il faut remarquer qu'elles n'ont pas pour but d'établir un type unique pour le dessin de la figure humaine, ni de réduire le génie et la liberté de l'imagination de l'artiste à des termes mathématiques, ce qui serait une grande erreur. Mon seul but est de fournir à l'artiste une limite approximative, pour ainsi dire, de l'harmonie proportionnelle d'une figure, car il faut savoir qu'il n'y a pas deux individus dont les caractères et les mensurations se correspondent exactement, car, en général, les mensurations fluctuent plus ou moins entre les individus, selon la stature, l'âge, le sexe, le tempérament et, surtout, entre les différentes races, etc. En résumé, l'artiste doit avoir une idée scientifique, moyenne et à peu près exacte de la nature de l'homme bien formé et ne pas tomber dans l'exagération ou la caricature, car tout ce qui est formé sans proportions ne peut présenter de beauté et de grâce à l'observateur judicieux, comme les colonnes trop minces ou trop épaisses, trop longues ou trop courtes. Les nains, les géants, les bossus et les infirmes ne sont évidemment pas beaux, même s'ils sont aussi des hommes. Il est à noter que ces règles étant établies exclusivement pour des individus bien formés, il est évident que lorsque l'artiste devra représenter des individus dont la structure ne correspond pas aux mêmes règles, il n'aura d'autre recours que d'utiliser ses connaissances, en essayant d'établir lui-même les relations propres à l'individu qu'il doit copier, même si elles s'écartent des règles de beauté, ainsi que celles de tout objet qu'il doit copier, en présentant des conditions identiques. »

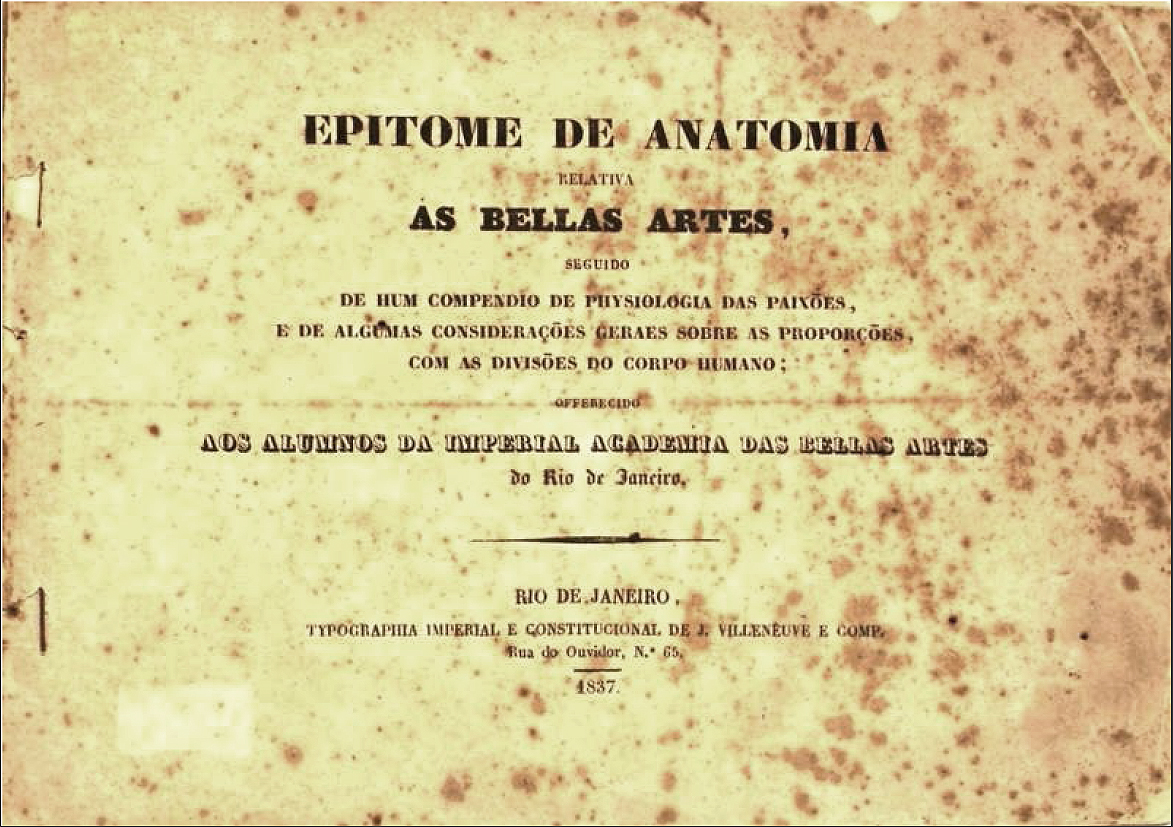
Couverture du traité de Félix-Émile Taunay, Epitome de Anatomia Relativa as Bellas Artes (1837, Musée Dom-João-VI).
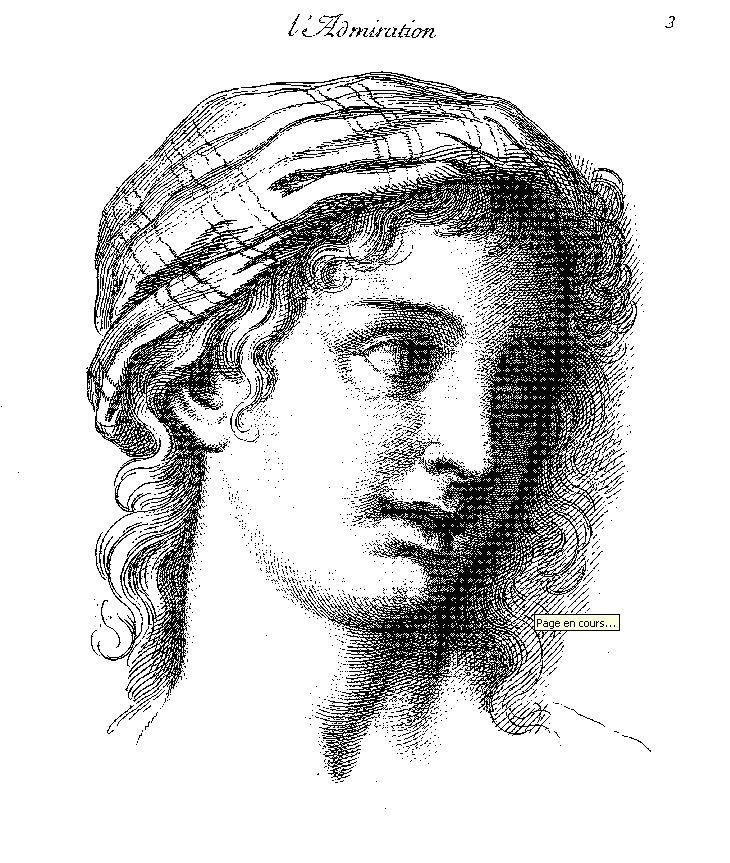
Charles Le Brun, L'Admiration, partie d'une série d'études sur l'expression des passions, évoquée dans le traité de Taunay.
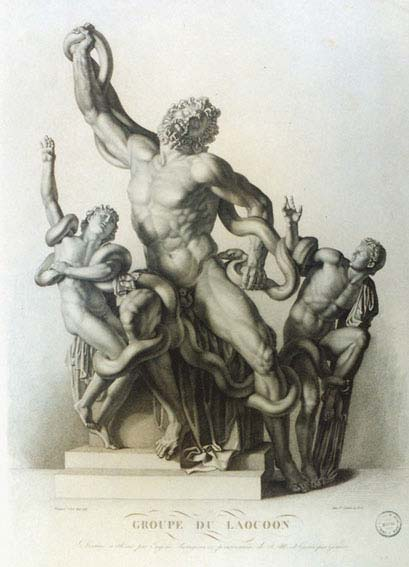
Gravure avec reproduction du Groupe du Laocoon (XIXe siècle, Musée Dom-João-VI).
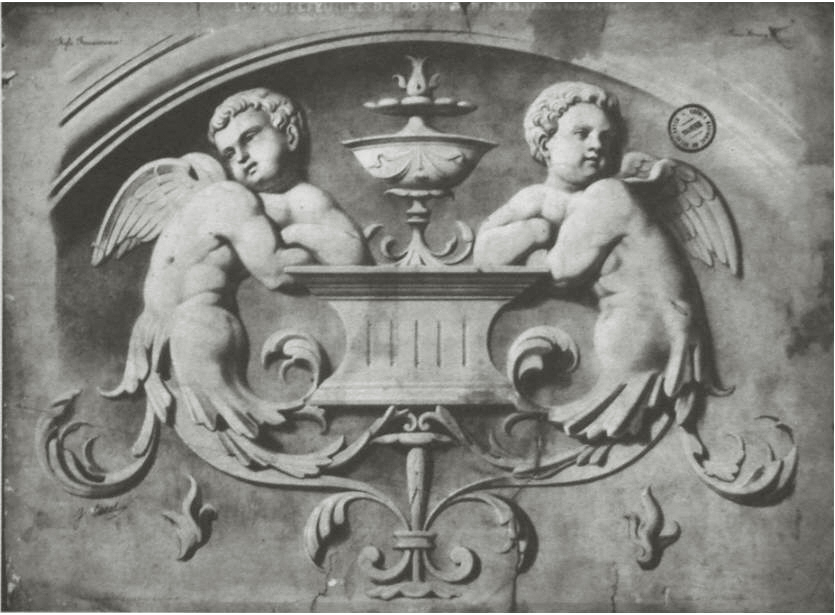
Estampe avec modèle ornemental à l'usage des étudiants du cours de Sculpture ornementale (Musée Dom-João-VI).

### Enseignement technique
Les compétences techniques ont toujours été des aides essentielles à la production d’art de haut niveau. Une pièce en bronze a besoin de bons fondeurs ; une peinture, d'une toile bien préparée et de pigments ; un édifice, de bons maçons et de décorateurs qualifiés, et cela est compris depuis la fondation de l'École royale. Un tel corps d’artisans est également utile à l’industrialisation et à la modernisation du pays qui est en marche. Les membres de la Mission eux-mêmes sont d'une manière ou d'une autre familiers avec plusieurs de ces « arts mineurs », car certaines de ces connaissances techniques sont considérées comme faisant partie de la formation académique intégrale et nécessaires à une parfaite intégration entre l'artiste créateur et les différents artisans recrutés pour réaliser une grande œuvre telle qu'un monument ou un bâtiment public.
Ces branches artisanales sont cependant initialement négligées, sous prétexte d'économie, mais sont réintroduites au milieu du siècle, sous l'impact de l'industrialisation européenne. Son programme comprend donc la géométrie, la trigonométrie, la mécanique, l'optique, la perspective et la théorie du clair-obscur, ainsi que le dessin d'après modèle vivant. En tant que matériel pédagogique auxiliaire, l'Académie leur offre également une série de modèles à copier : des moules en plâtre et en terre cuite et des gravures de motifs ornementaux. En raison de la bonne préparation professionnelle qu'ils offrent, ces cours techniques permettent aux travailleurs d'accéder à divers domaines de l'industrie et sont très demandés, surtout dans le travail de nuit, et des écoles similaires sont fondées dans d'autres régions du pays pour répondre à une demande régionale toujours croissante : le Lycée des Arts et Métiers de São Paulo (pt), les écoles-ateliers de l'empereur au parc de Boa Vista (1868) et à Santa Cruz (1885), l'École industrielle de la Sociedade Auxiliadora da Indústria Nacional (1871) et l'École polytechnique de São Paulo (1893),.

### Perfectionnement

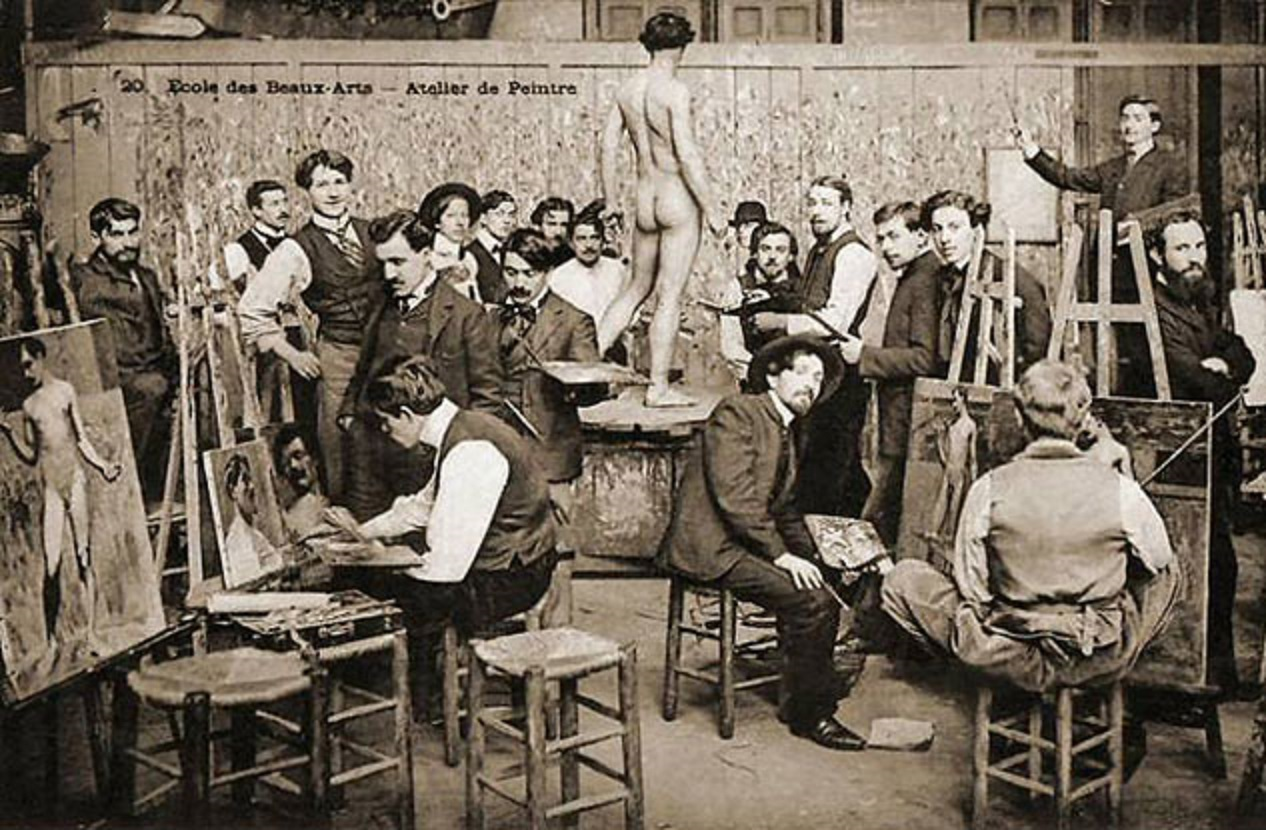
Un cours de modèle vivant à l'École des Beaux-Arts de Paris.

Suivant l'exemple de l'Académie française, des bourses de voyage sont instituées au Brésil, à partir de 1845, afin d'améliorer la technique et élargir les horizons culturels généraux des étudiants les plus brillants, une expérience considérée comme fondamentale pour l'achèvement du processus de formation académique. En Europe, notamment en France et en Italie, l’artiste aura des contacts directs avec les maîtres de la meilleure tradition et avec les chefs-d’œuvre des classiques vénérés. À l'époque impériale, les étudiants cherchent à être admis à l'École nationale supérieure des Beaux-Arts de Paris et à l'Académie de San Lucca à Rome, ou y entrent comme disciples d'un maître possédant son propre atelier, à condition qu'il appartienne à l'une des académies réputées. Vers la fin du siècle et pendant la République, l'Académie espagnole des beaux-arts, l'Académie Colarossi, l'Académie de la Grande Chaumière et l'Académie Julian, sont peut-être les plus recherchées par les Brésiliens. L’artiste est censé s’inspirer de ces modèles et imiter leurs principes dans ses propres œuvres, conformément aux attentes des mécènes impériaux du Brésil. Afin de suivre leurs progrès, le boursier doit envoyer périodiquement ses travaux au Brésil pour qu'ils soient évalués. Un extrait d'une lettre de Manuel de Araújo Porto-Alegre, directeur de l'Académie impériale, à Victor Meirelles, alors boursier du gouvernement, discutant de la composition du tableau A Degolação de São João Batista (La Décollation de Saint Jean-Baptiste), donne une idée du niveau d'exigence de l'enseignement et de la critique atteint à cette époque :

« Avant de composer, regardez l'action en général, puis chacun de vos personnages : étudiez-les moralement et physiologiquement pour qu'ils puissent, chacun de leur côté, former un ensemble harmonieux et vrai [...]. Etudiez bien la théorie des ombres et de la perspective, car sans ces bases vous aurez fort à faire : c'est à elles que vous devrez la connaissance parfaite des modifications de la lumière, des plans, des reliefs ; copiez les dessins scénographiques, car cette étude comprend les fonds de panneaux, [...] »

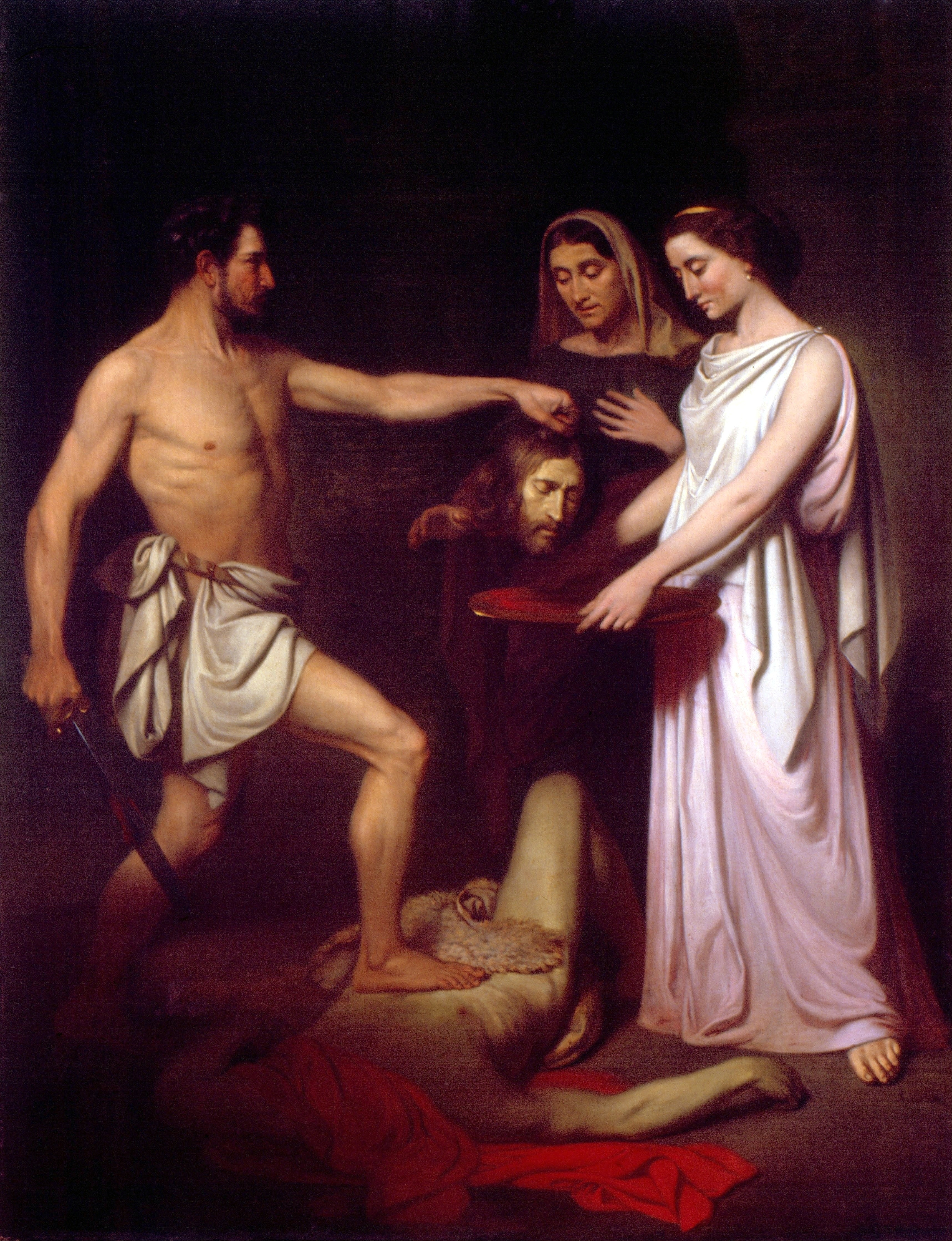
Victor Meirelles, (1855, Musée national des Beaux-Arts du Brésil), œuvre envoyée d'Europe pour évaluation.

Ailleurs, il analyse des aspects insatisfaisants :

« La figure du bourreau a une bonne tête ; le cou, la poitrine et l'abdomen sont bien modelés et mieux colorés, car il n'y a pas de tons sales, mais il me semble qu'il y a un petit défaut myologique dans la région intercostale. Le bras droit, en ce qui concerne l'avant-bras, n'est pas mauvais, mais il n'est pas accentué avec énergie, ni clair dans la musculation : le deltoïde devrait être plus fibreux, ainsi que le triceps brachial ; quant à l'avant-bras, au poignet et à la main, ils n'ont pas été étudiés avec autant d'amour que le thorax et l'abdomen. [...] Les jambes semblent courtes et quelque peu inertes dans l'accentuation de la musculation : ce qui est parfaitement modelé, c'est la partie externe de la région poplitée et, surtout, l'insertion postérieure du triceps de la cuisse. »

Une œuvre créée selon ce système ne peut donc pas nécessairement être le résultat d'une inspiration ou d'une impulsion passagère, mais plutôt d'une accumulation méthodique d'actions planifiées et réfléchies, où la main de l'artiste, l'individualité gestuelle et expressive si prisée aujourd'hui, ne laisse que peu ou pas de traces évidentes, ce qui serait considéré comme du mauvais goût ou de l'ineptie, dans la recherche d'une perfection standardisée et idéale, intemporelle et collective, qui est l'objectif et le programme philosophique de l'académie.

### Styles, genres et idéologies

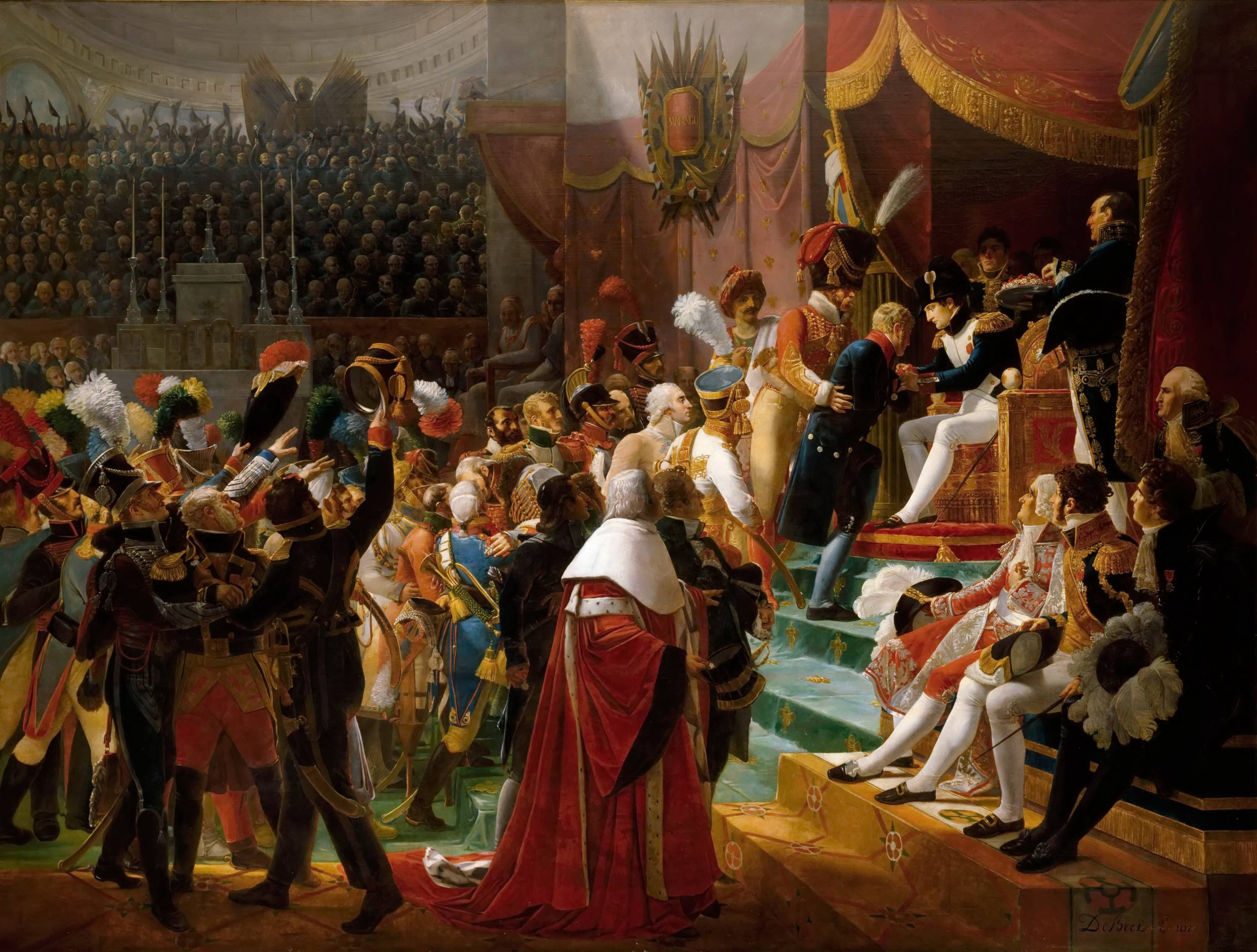
Jean-Baptiste Debret, Première distribution des décorations de la Légion d'honneur dans l'église des Invalides, le 14 juillet 1804 (1812, collections du château de Versailles), œuvre composée en France, illustrant l'esprit néo-classique importé au Brésil.

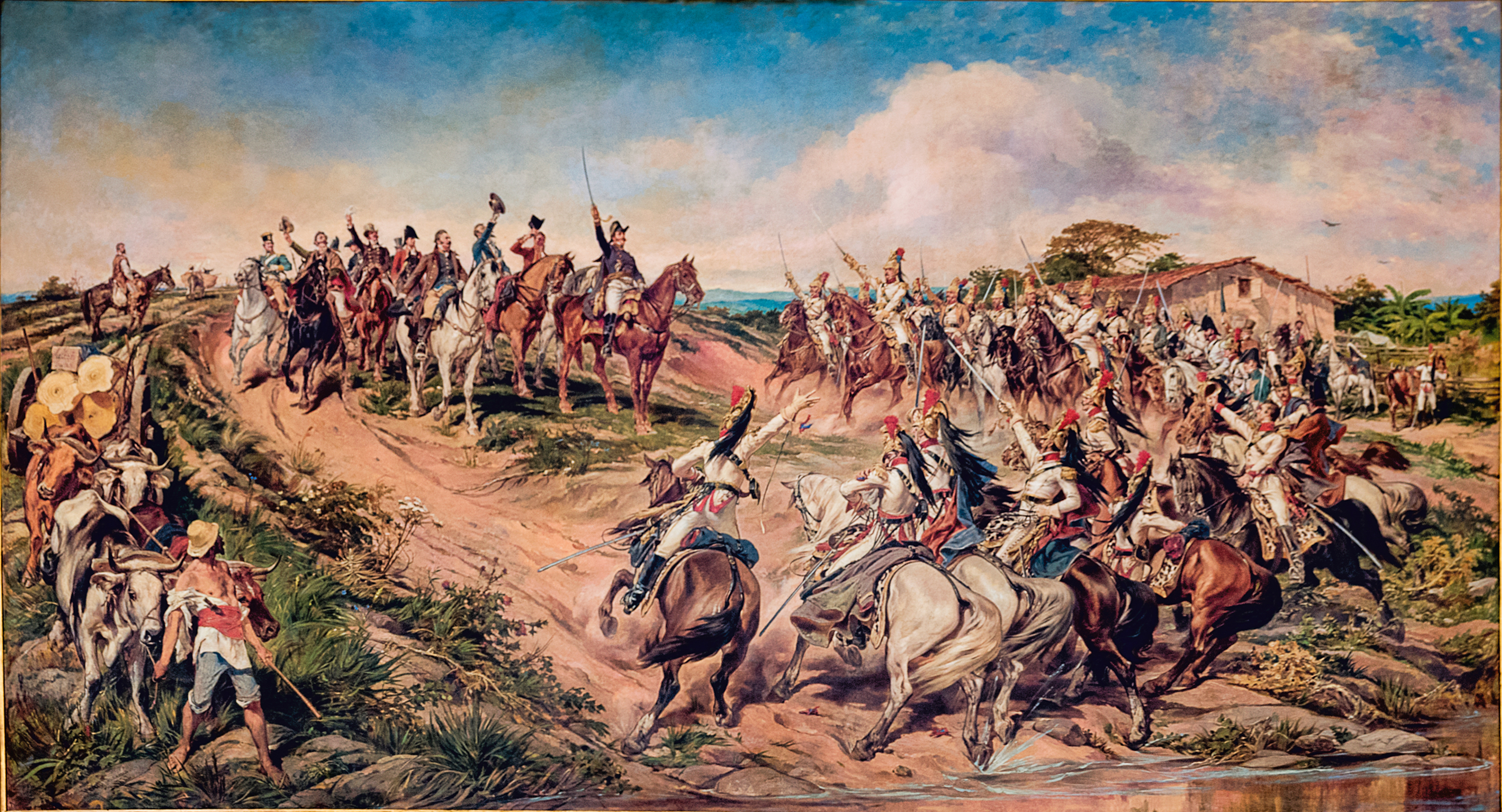
Pedro Américo : L'Indépendance ou la Mort (1888, Musée pauliste), une des icônes de la peinture académique brésilienne.

Sur le plan stylistique, l'Académisme national naît sous le signe du néo-classicisme, inspiré par les œuvres de peintres tels que Jacques-Louis David, principal nom de l'école néo-classique française et maître de Jean-Baptiste Debret, membre de la Mission artistique française. Le néo-classicisme a fourni les lignes directrices formelles de base pour la méthodologie mise en œuvre au Brésil pour construire des chefs-d’œuvre : rigueur dans la composition, conception claire, anatomie exacte, attrait éthique et civique. Mais le néo-classicisme pur porte peu de fruits au Brésil, entravé par les conditions de fonctionnement précaires de l'Académie impériale à ses débuts ; quand il se stabilise enfin, la tendance générale se tourne déjà vers le romantisme, où l'art académique brésilien atteint son apogée.
Le romantisme est un mouvement esthétique et philosophique qui donne de la force à plusieurs mouvements nationalistes en Europe, et au Brésil, il a la même influence. Il arrive un peu tard, mais le fait au moment exact où le pays est engagé dans un processus clairement modernisateur et nationaliste après la récente indépendance du Portugal, et voulait présenter au monde un visage progressiste et civilisé, même si son absorption par l'AIBA est assez sélective, lui donnant une apparence palatiale, optimiste et austère, libre des excès émotionnels du romantisme européen et des tendances morbides du courant byronien. Ainsi, le gouvernement encourage la production d’un art idéaliste qui loue l’État et ses réalisations envers la civilisation, en reconstituant des scènes de son histoire et en créant une imagerie symbolique de grand pouvoir, dont l’influence perdure jusqu’à nos jours,. Cet art, destiné essentiellement à une fonction sociale, en plus de favoriser l'illumination des élites et de contribuer à l'éducation du peuple, fonctionne comme un instrument idéologique et une carte de visite pour l'insertion du Brésil dans un ordre capitaliste international. Vers la fin du siècle, l'académisme romantique commence à céder la place à l'introduction d'éléments réalistes, mais comme le comprend Lilia Schwarcz, cet espace est limité à la description des détails de l'anatomie, des objets et de la nature, et le romantisme idéaliste continue à prédominer dans la conception générale, le but et l'atmosphère.
La peinture a toujours été le domaine artistique le plus actif et le plus florissant de l'académisme brésilien, produisant de grands noms autochtones tels que Victor Meirelles, Pedro Américo, Rodolfo Amoedo et Almeida Júnior, avec la contribution de nombreux étrangers, indépendants ou liés à l'AIBA. Le genre le plus prestigieux est la peinture historique, réservée aux plus talentueux, exigeant une grande culture générale, en plus d'une parfaite maîtrise technique. Il fait appel à la morale, la vertu et le patriotisme, invitant le spectateur à méditer sur l'éthique que l'auteur veut transmettre et visant à exercer un pouvoir éducatif positif sur le public. Les peintures de paysage, les portraits officiels et les scènes ou portraits religieux fleurissent également. Vers la fin du siècle, les genres du paysage naturel, de la nature morte et des scènes domestiques commencent à se diffuser largement, préfigurant les renouveaux bourgeois du siècle suivant, et des personnages typiquement régionaux appaissent dans un style réaliste, comme dans l'œuvre de Pedro Weingärtner et de José Ferraz de Almeida Júnior, le premier avec les gauchos et les migrants du Rio Grande do Sul et le second avec les caipiras et les caboclos de São Paulo.
Dans la statuaire, quelques artistes méritent une mention spéciale : Chaves Pinheiro, auteur prolifique et peu étudié, longtemps professeur de sculpture à l'AIBA, Cândido Caetano de Almeida Reis (pt), exclu de l'Académie pour ne pas se conformer à ses normes, mais auteur d'une œuvre cohérente et expressive, et surtout Rodolfo Bernardelli, qui a éclipsé tous les autres de sa génération et a dirigé le successeur de l'Académie impériale. En général, dans la sculpture, les modèles classiques sont traités avec un peu plus de liberté, même si les thèmes continuent à être élevés, recherchés dans les mythes et les allégories antiques. Le bois est abandonné au profit du marbre et du bronze, qui demandent un travail beaucoup plus ardu et long, mais sont considérés comme des matériaux plus nobles. La sculpture a un large marché dans la construction de divers monuments et dans la décoration des édifices publics, associée à son homologue « plus petit », les ornements en relief. L'architecture est toujours restée au second plan, mais le travail intense du Français Grandjean de Montigny dès le début, puis celui de ses élèves, tels que Joaquim Cândido Guilhobel (pt) et José Maria Jacinto Rebelo (pt), ont renouvelé le paysage urbain de l'époque. La conception du bâtiment de l'Académie impériale, réalisée par Grandjean, est peut-être le prototype officiel de la construction néo-classique au Brésil.

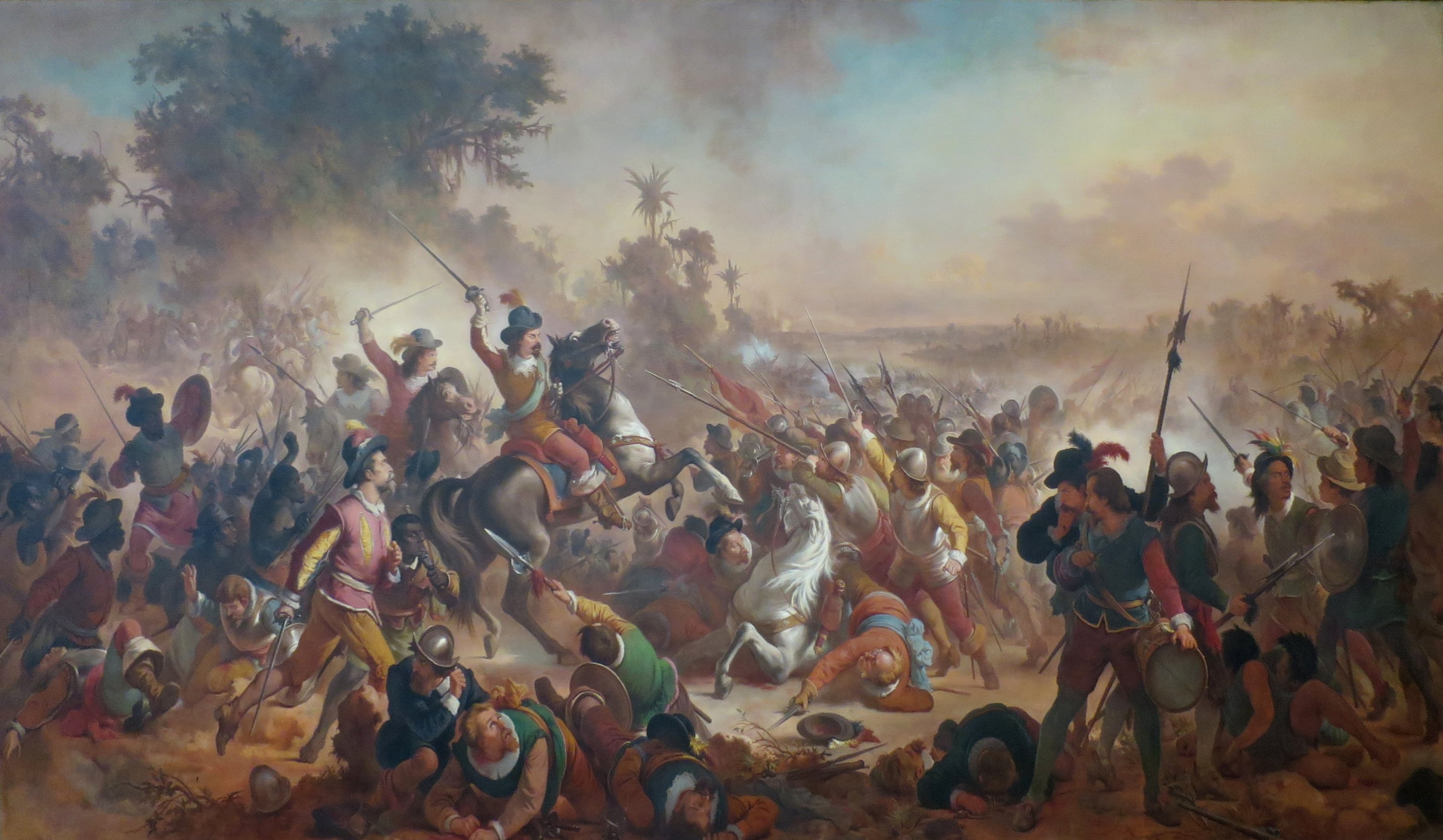
Victor Meirelles, La bataille des Guararapes, 1879, MNBA.
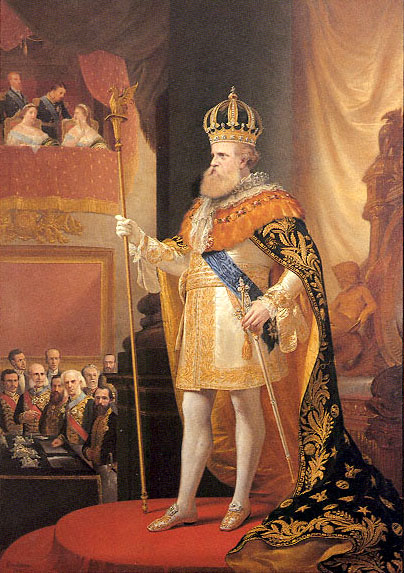
Pedro Américo, Discours du trône, 1872, Musée impérial
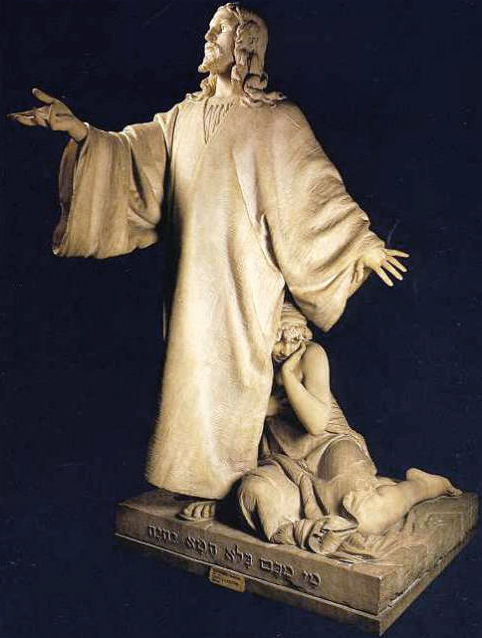
Rodolfo Bernardelli, Le Christ et la femme adultère, 1881, MNBA.
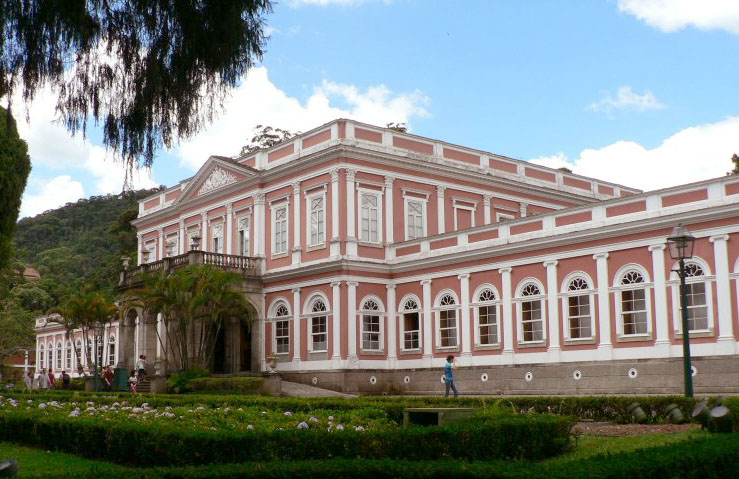
Júlio Frederico Koeler (pt), Joaquim Cândido Guilhobel et José Maria Jacinto Rebelo, Palais impérial de Petropolis.

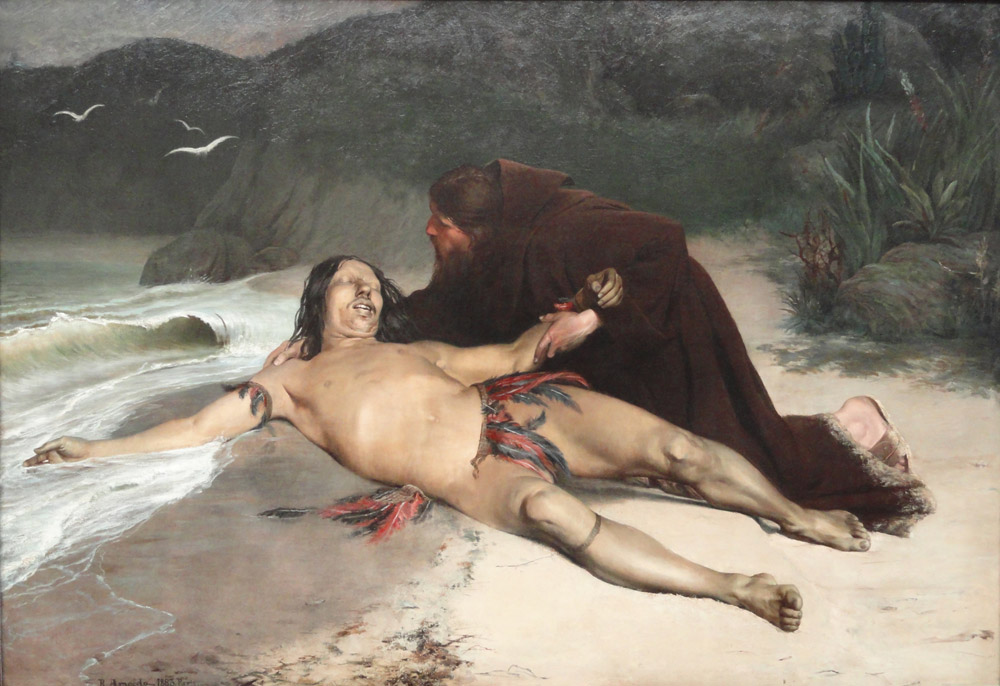
Rodolfo Amoedo, Le dernier Tamoio (1883, Musée national des Beaux-Arts du Brésil).
Georg Grimm, Vue du cheval (1884, Musée national des Beaux-Arts du Brésil).
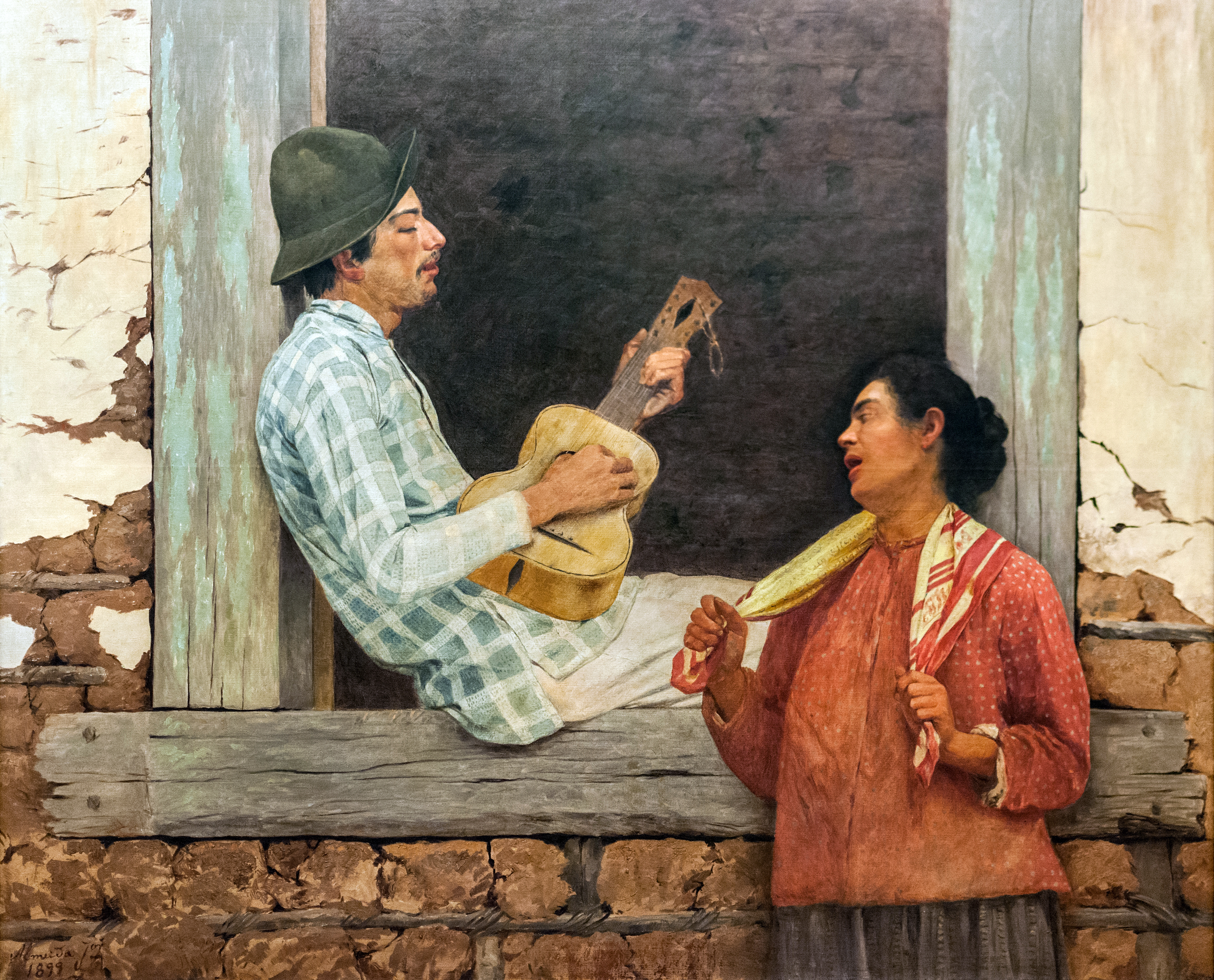
José Ferraz de Almeida Júnior, Le violoniste (1899, Pinacothèque de l'État de São Paulo).
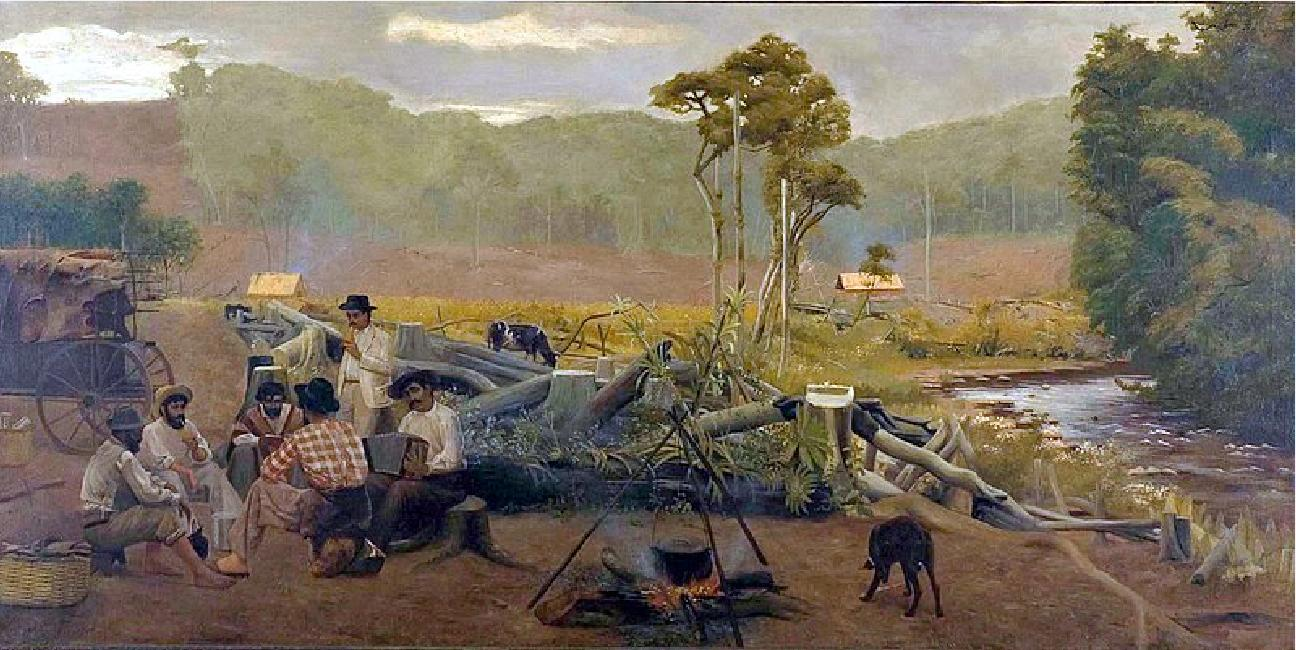
Pedro Weingärtner, Gauchos charretiers buvant du maté (1911, Archives artistiques de la préfecture de Porto Alegre (pt)).
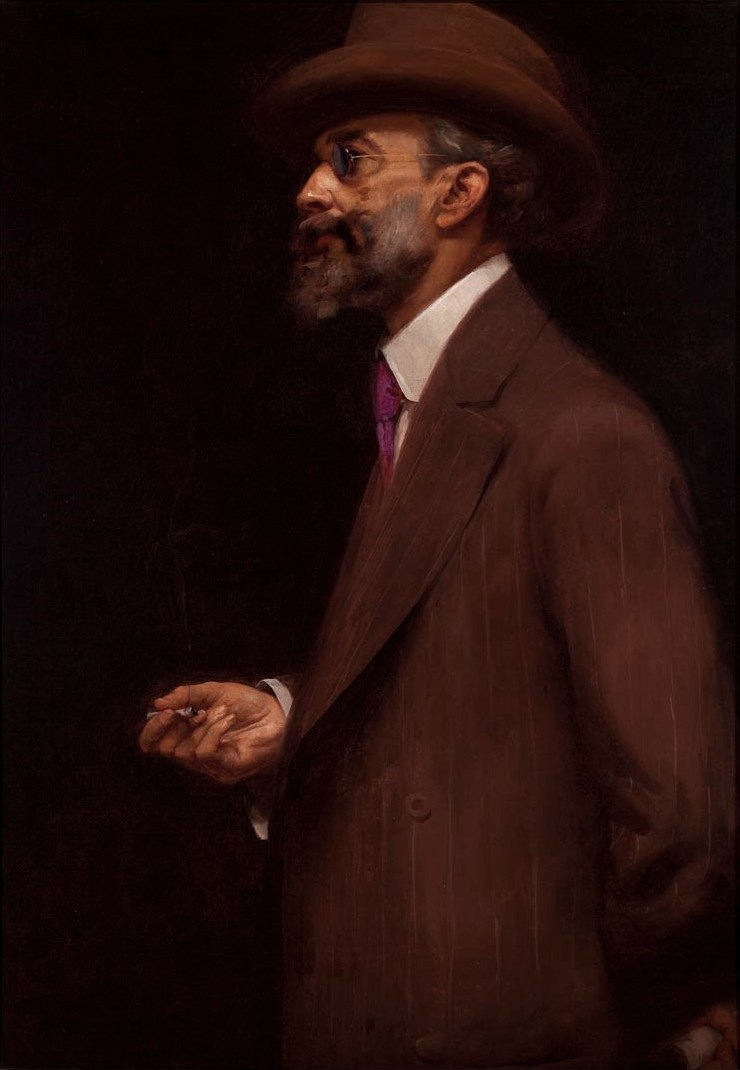
Eliseu Visconti, Portrait de Gonzaga Duque (1912, Musée national des Beaux-Arts du Brésil).

### Académiciens de renom
La liste ci-dessous est loin d’être complète, mais elle donne une idée de la large prédominance de la peinture sur les autres arts — tous ceux mentionnés, sauf mention contraire, étaient des peintres :
Jean-Baptiste Debret, Grandjean de Montigny (architecte), Nicolas-Antoine Taunay, Félix-Émile Taunay, Simplício Rodrigues de Sá, Agostinho da Motta, Henrique José da Silva, Chaves Pinheiro (sculpteur), Manuel de Araújo Porto-alegre, Afonso Augusto Falcoz (pt), Georg Grimm, Henri Nicolas Vinet (pt), Corrêa Lima (pt) (sculpteur), Victor Meirelles, Rodolfo Amoedo, Cândido Caetano de Almeida Reis (pt) (sculpteur), Henrique Bernardelli, Rodolpho Bernardelli (sculpteur et peintre), Pedro Américo, Eliseu Visconti, Zeferino da Costa, Artur Timóteo da Costa, Oscar Pereira da Silva, Belmiro de Almeida, Almeida Junior, Décio Villares (sculpteur et peintre), Pedro Weingärtner, Georgina de Albuquerque, Carlos Chambelland (pt), Pedro Alexandrino Borges (pt), Giovanni Battista Castagneto, Hélios Seelinger.

### Musique
La musique, qui faisait partie du programme de Lebreton, n'était pas initialement proposée par l'AIBA, et l'académisme des arts musicaux du Brésil a trouvé des moyens de se cultiver dans une autre institution, le Conservatoire de Rio de Janeiro (pt), fondé par Francisco Manuel da Silva en 1841. Mais cette école développa une activité plus timide, bien que subventionnée par l'État, et ne commença à fonctionner efficacement qu'en 1848, avec six professeurs. En 1855, elle quitta son siège d'origine et s'installa dans le bâtiment de l'AIBA, qui s'occupa de son administration. Cette année, des concours ont été organisés pour sélectionner les enseignants et des prix pour des voyages à l'étranger de perfectionnement ont été instaurés. Malgré l'existence du Conservatoire et de quelques autres associations et clubs d'amateurs, la vie musicale au Brésil pendant le Second Empire n'était en aucun cas comparable en termes d'importance artistique et politique à la production dans les arts visuels, puisque, selon Vasco Mariz (pt), cette période était extrêmement pauvre en créativité, même si les concerts et récitals publics n'étaient pas rares et la pratique de la musique dans la sphère domestique était répandue. Le répertoire se limitait cependant à des œuvres de compositeurs européens et à des pièces plus petites d'auteurs autochtones, comme des modinhas et des danses, à la seule exception significative des opéras de Carlos Gomes, d'une qualité bien supérieure à la moyenne nationale, qui jouissaient d'une grande popularité au Brésil et qui ont fait connaître le nom du pays dans tout le monde musical européen de l'époque,.
Ce n'est que dans la République qu'apparaissent d'autres auteurs plus qualifiés et créatifs, qui commencent à formuler un langage musical nationaliste, parmi lesquels Henrique Oswald, Leopoldo Miguez et Alberto Nepomuceno. À cette époque, le Conservatoire fut remplacé par l'Institut National de Musique, avec Leopoldo Miguez comme directeur, qui commença des études en vue d'améliorer l'enseignement. Sous l'administration de Nepomuceno, l'Institut a obtenu un nouveau siège et a réformé son programme et son règlement interne, mis en place des concours pour recruter du personnel enseignant et une gestion décentralisée. En 1923, le premier orchestre stable de l'Institut fut formé, dirigé par Francisco Braga (pt). Sous l'administration de Luciano Gallet (pt), une nouvelle réforme du programme d'études a été initiée, mais ensuite l'Université fédérale de Rio de Janeiro a absorbé l'Institut, le transformant en son École de musique.

## Marché de l'art académique
L'étroite association de l'Académie impériale avec le pouvoir établi signifie que le marché de consommation de l'art académique est principalement porté par l'État lui-même et la famille impériale, comme le reconnaît Araújo Porto-Alegre en 1854. Les œuvres les plus importantes de l'académisme national ont été produites dans ce domaine, mais le nombre croissant de diplômés de l'Académie impériale n'ont pas pu poursuivre facilement leur carrière artistique en raison du manque d'opportunités et de commandes. Les étudiants des cours techniques pouvaient trouver du travail dans l'industrie émergente et dans les activités d'ingénierie et de décoration, certains dessinateurs trouvaient du travail dans l'armée, certains graveurs dans la Maison de la Monnaie du Brésil (pt) et des architectes dans le département des Travaux Publics, mais pour beaucoup d'autres, il n'y avait pas d'autre choix que d'adopter d'autres professions.
Cependant, entre 1870 et 1880, on assiste à une expansion de la circulation des œuvres parmi la noblesse et la riche bourgeoisie, à la suite de la popularisation d'œuvres dont les thèmes sont dépolitisés, comme les peinture de paysages, les scènes de genre, les portraits et les natures mortes, et à l'ouverture de la première galerie d'art commerciale en 1875, à Rio de Janeiro. La spécialisation croissante des critiques d'art, sous l'impulsion de Gonzaga Duque, et leur diffusion dans des revues et des journaux à grand tirage, qui ont contribué à l'éducation d'une plus grande partie du public, ont également constitué un stimulant.
Dans ce mouvement vers une véritable popularisation de l’art officiel et académique, le Salão (Salon) de 1879 devient une étape marquante. Deux œuvres importantes y sont exposées, la Batalha do Avaí, de Pedro Américo et la Batalha dos Guararapes, de Victor Meirelles. Le succès public est fulgurant, attirant pratiquement toute la population de Rio de Janeiro et déclenchant un débat public sur l’art qui reste houleux pendant des mois.

## Fin de cycle

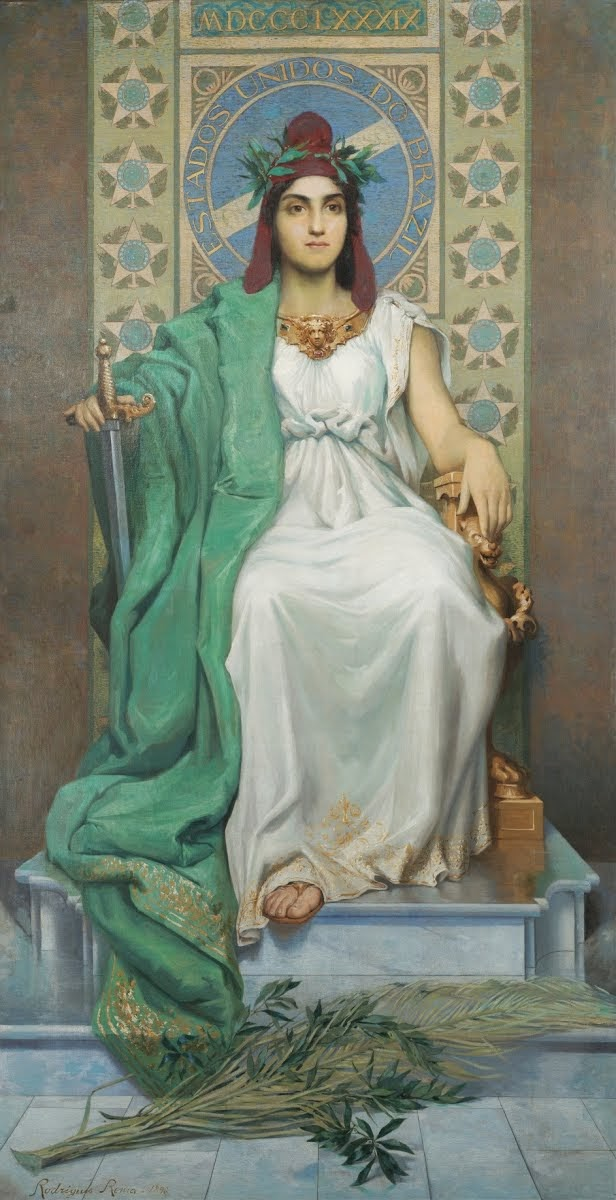
Manuel Lopes Rodrigues, Allégorie de la République (1896,).

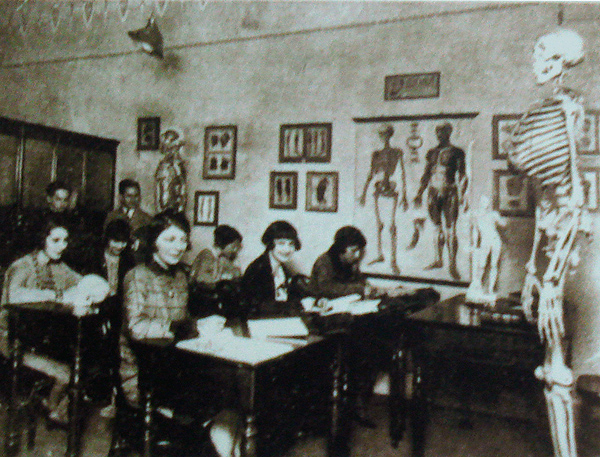
Cours d'anatomie à l'Institut des Arts de l'Université fédérale du Rio Grande do Sul, 1928.

En Europe, le système académique commence à être remis en question avec l’essor du mouvement romantique, qui privilégie la créativité individuelle et le génie indépendant, non soumis à des contrôles extérieurs. Jusqu'au milieu du XIXe siècle, la plupart des artistes finissent par être absorbés par les académies, mais à partir de ce moment, de plus en plus de talents importants commencent à se heurter au rejet du système officiel, soutenu principalement par la bourgeoisie conservatrice. Avec le prestige croissant des impressionnistes à partir de 1874, dont les principes sont très différents, l'ancien système commence à s'effondrer.

Au Brésil, le processus est similaire. La critique du système académique apparaît dès ses origines et se poursuit tout au long de son histoire. Après les controverses auxquelles sont confrontés Lebreton, Silva, Taunay et Porto-Alegre, la critique devient à nouveau plus intense dans les années 1870 avec l'apparition de la Revista Illustrada (pt), dirigée par Angelo Agostini, qui inaugure le débat sur l'identité nationale et soutient des formes alternatives de pratique de l'art, telles que celles défendues par Georg Grimm et son groupe. Gonzaga Duque est un autre critique influent qui écrit à la même époque, attaquant l'éloignement de l'Académie de la réalité culturelle brésilienne et le manque d'originalité des fidèles disciples des anciens maîtres, les accusant d'être de simples copistes sans génie. Un extrait de sa plume révèle le changement de l’environnement culturel à la fin du siècle :

« Le peintre (Belmiro de Almeida, qu'il a soutenu), faisant abstraction des questions historiques pour se concentrer sur un sujet domestique, prouve avec exubérance qu'il comprend le desideratum des sociétés modernes, et sait que le souci des philosophes d'aujourd'hui est l'humanité représentée par cette seule force inattaquable par les coups iconoclastes du ridicule, la plus ferme, la plus haute, la plus admirable des institutions - la famille. »

À propos de la Pinacothèque de l'Académie, la collection officielle de l'École, il a déclaré :

« La Pinacothèque est là [...] Quelle pauvreté ! Quelle impuissance ! [...] Conceptions empruntées ou servilement imitées, exécution laxiste, faible, inutile ; tout y est négatif, bon marché ou ennuyeux ; on n'y affirme pas un talent, on n'y reconnaît pas un savoir... »

Avec la proclamation de la République, l'ancienne Académie impériale est transformée en École nationale des beaux-arts, avec Rodolpho Bernardelli comme directeur. Il est un professeur de sculpture et un artiste primé, très respecté par de nombreux membres influents de l'intelligentsia. Mais comme il s'agit d'un personnage controversé, et que sa gestion est entachée d'accusations de partisanerie et d'incompétence, les problèmes s'aggravent, avec des fermetures de classes, le licenciement de grands noms comme Victor Meirelles, l'expulsion de plusieurs étudiants et des motions d'enseignants contre la direction, considérée comme néfaste. Sous ces pressions, Bernardelli quitte son poste en 1915. L'école survit encore quelques années, en assouplissant ses exigences techniques et en se nourrissant de la participation croissante des femmes et de l'émergence rapide de différents courants esthétiques successifs, tels que le symbolisme, l'impressionnisme, l'expressionnisme et l'art nouveau,,,.
Lors de la réforme de l'enseignement supérieur au Brésil, l'École fut absorbée par l'Université fédérale de Rio de Janeiro en 1931, ce qui signifiait la fin d'un système et le début d'un autre, dominé par le modernisme, dont les principes attaquaient le prévisible et le routinier dans la pratique artistique et la discipline méthodique de l'École officielle, proposant des chemins avec d'autres valeurs,. Malgré les critiques, le modèle traditionnel de l'Académie a inspiré la structuration d'écoles d'art similaires dans différentes régions du Brésil, comme le Lycée des Arts et Métiers de Rio de Janeiro (1856), le Lycée des Arts et Métiers de São Paulo (pt) (1873), le Lycée Nóbrega des Arts et Métiers (pt) du Pernambouc (1880) et les écoles des beaux-arts gérées par les universités régionales, comme l'Institut d'Arts de l'Université fédérale du Rio Grande do Sul (pt) (1908), prouvant son efficacité et sa capacité d'adaptation et de renouvellement,.

## Analyse
Il est devenu courant de décrire l’académisme comme une école autoritaire et rétrograde. Depuis le début de l'essor des mouvements d'avant-garde modernes à la fin du XIXe siècle, les attaques contre leurs méthodes et leurs idéaux se sont multipliées, et le succès du modernisme pendant presque tout le XXe siècle a naturellement conduit à rejeter le passé immédiat comme quelque chose de dépassé, dans un éloge indiscriminé et partiel de tout ce qui avait un caractère anti-autoritaire et rompait avec les canons établis dans les siècles précédents, considérant l'histoire comme un processus d'évolution continue qui s'est couronné dans la modernité. Aujourd’hui, ce même point de vue est largement considéré comme un anachronisme, un mythe moderne et une injustice, bien qu’il soit encore perpétué dans de nombreux cercles érudits et même dans l’opinion populaire. Cependant, cette attitude empêche la reconnaissance et la compréhension des valeurs qui étaient importantes pour la culture qui les a fait naître — qui sont nécessairement différentes de celles que nous cultivons aujourd'hui — et des formes valables et créatives de dialogue avec le passé, telles que celles établies par les universitaires. La tendance de la critique la plus actuelle est de considérer comme discutable la formulation de critères qualitatifs ou téléologiques de comparaison entre chaque période, la tentative de pénétrer l'esprit de cette période et de voir les choses comme elles les ont vues, dans la mesure du possible, étant fondamentale pour une évaluation plus juste.

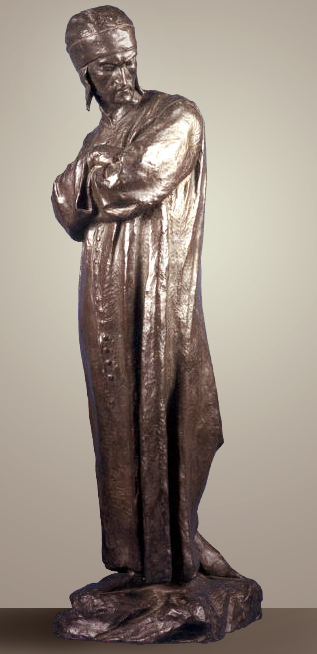
, (1889, MNBA). Almeida Reis a perdu sa bourse parce que son style ne correspondait pas aux canons officiels.

La principale critique encore formulée aujourd’hui à l’encontre de l’académisme, héritier de l’opinion moderniste, vient peut-être d’une prétendue rigidité de ses concepts et de ses idéaux. Oswald de Andrade a déclaré : « Nous souhaitons du mal à l'académisme, car il étouffe toutes les aspirations de la jeunesse et toutes les initiatives puissantes. Pour le vaincre, nous le détruisons ». Le rejet moderniste fut total, utilisant souvent un jargon violemment moqueur et humiliant, décrivant l'académisme en somme comme une école conformiste et conservatrice, car excluant de son appréciation tout ce qui ne rentrait pas dans des règles transmises par plusieurs générations de maîtres, supposées pérennes et immuables. Cela a en effet sa part de vérité, car l'académisme brésilien était en grande partie un produit du contrôle gouvernemental et servait un objectif officiel, en particulier sous le règne de Pierre II et à cause de ce contrôle, certains artistes ont prospéré en marge de l'école, ou l'ont abandonnée à la recherche d'environnements et de groupes plus en phase avec leur nature indépendante et curieuse, payant parfois un prix élevé, en termes d'incompréhension et de manque d'opportunités, pour cette non-conformité. À l’époque moderne, le terme « académisme » a été utilisé de manière péjorative par les mouvements anti-intellectualistes, notamment en raison de sa nature élitiste, car il exigeait de vastes connaissances érudites auxquelles peu de gens avaient accès,,.
Une autre objection à l'académisme brésilien vise son origine et la manière dont il a été introduit dans le pays, en considérant l'œuvre de la Mission artistique française comme une intervention violente dans l'évolution naturelle des styles nationaux, puisque jusqu'alors le Brésil vivait dans une atmosphère encore avec de forts traits baroques qui avait récemment atteint un point de maturité avec Aleijadinho et Mestre Ataíde, et dont l'héritage artistique s'est brusquement dissous, sans possibilité de continuation organique avec l'introduction officielle de la nouvelle méthode, qui a également apporté avec elle une nouvelle esthétique. D'autres, cependant, comme Ronald de Carvalho — qui fut l'un des promoteurs de la Semaine d'art moderne de 1922 — voyaient dans la Mission un renouveau sain des arts nationaux, sortant le Brésil de la stagnation d'un mouvement qui avait fait son chemin en Europe plusieurs décennies auparavant, apportant au pays « de bons maîtres et une bonne doctrine ».
Cependant, la discipline imposée par l’Académie a été un facteur décisif pour permettre à de nombreux talents de trouver leur propre voix et d’exprimer des valeurs — et de les exprimer avec beaucoup de style et un art consommé — qui, d’une manière ou d’une autre, ont été décisives à un certain moment de l’histoire nationale. Trouvant leur expression dans le monde académique, ces valeurs ont façonné une bonne partie de la culture brésilienne actuelle et de l'idée que la nation se fait d'elle-même, à travers la construction d'un répertoire de scènes historiques, de portraits, de paysages et de types humains régionaux, toujours avec un énorme attrait visuel et un pouvoir évocateur, qui se sont fixés dans la mémoire collective du Brésil grâce à leur diffusion massive dans les livres scolaires,.
L’Académie brésilienne n’était pas non plus une simple transposition d’un modèle européen sur un sol différent, ni aussi rigide dans ses concepts que ses détracteurs le prétendaient, car l’histoire enregistre ses adaptations aux crises périodiques et aux circonstances locales, une flexibilité qui lui a permis de survivre pendant un siècle entier au milieu des revers de la consolidation d’un nouveau pays, pauvre et en voie de modernisation – un processus qu’elle a contribué de manière significative à promouvoir. Les témoignages laissés dans l'art de ses diplômés disent également le contraire, suivant dans une large mesure l'évolution stylistique du néo-classicisme aux nouvelles écoles du XXe siècle, étant de fait l'avant-garde dans plusieurs sens dans le cadre de l'art alors produit au Brésil, tant en termes de méthode de travail que dans les styles qu'ils cultivaient. Rafael Denis estime que la lecture de l'art académique brésilien ne peut se faire à partir de la perspective unilatérale d'une imposition impérialiste d'un univers culturel étranger, ni du point de vue d'une pure affirmation du nationalisme, puisque tous les processus de transfert de valeurs culturelles impliquent des changements substantiels qui sont toujours imprévisibles et toujours pleins de sens, qui nécessitent des accommodements des deux côtés.
En outre, l'accent mis sur l'impersonnalité, le professionnalisme, la recherche d'une perfection intemporelle et collective, où la gloire individuelle du créateur n'est pas aussi importante que son efficacité en tant que créateur de symboles positifs pour un État présumé éclairé et bienveillant et pour un peuple que l'on souhaite heureux, et éduqué, mérite l'attention en tant qu'aspects sociaux importants et optimistes de ce projet éducatif qui a fait l'objet de tant de discussions, qui est né utopique et qui est encore attaqué, à tort ou à raison, mais qui, comme le prouvent les musées brésiliens, s'est matérialisé avec un grand succès,.

### Continuité d’un modèle à succès

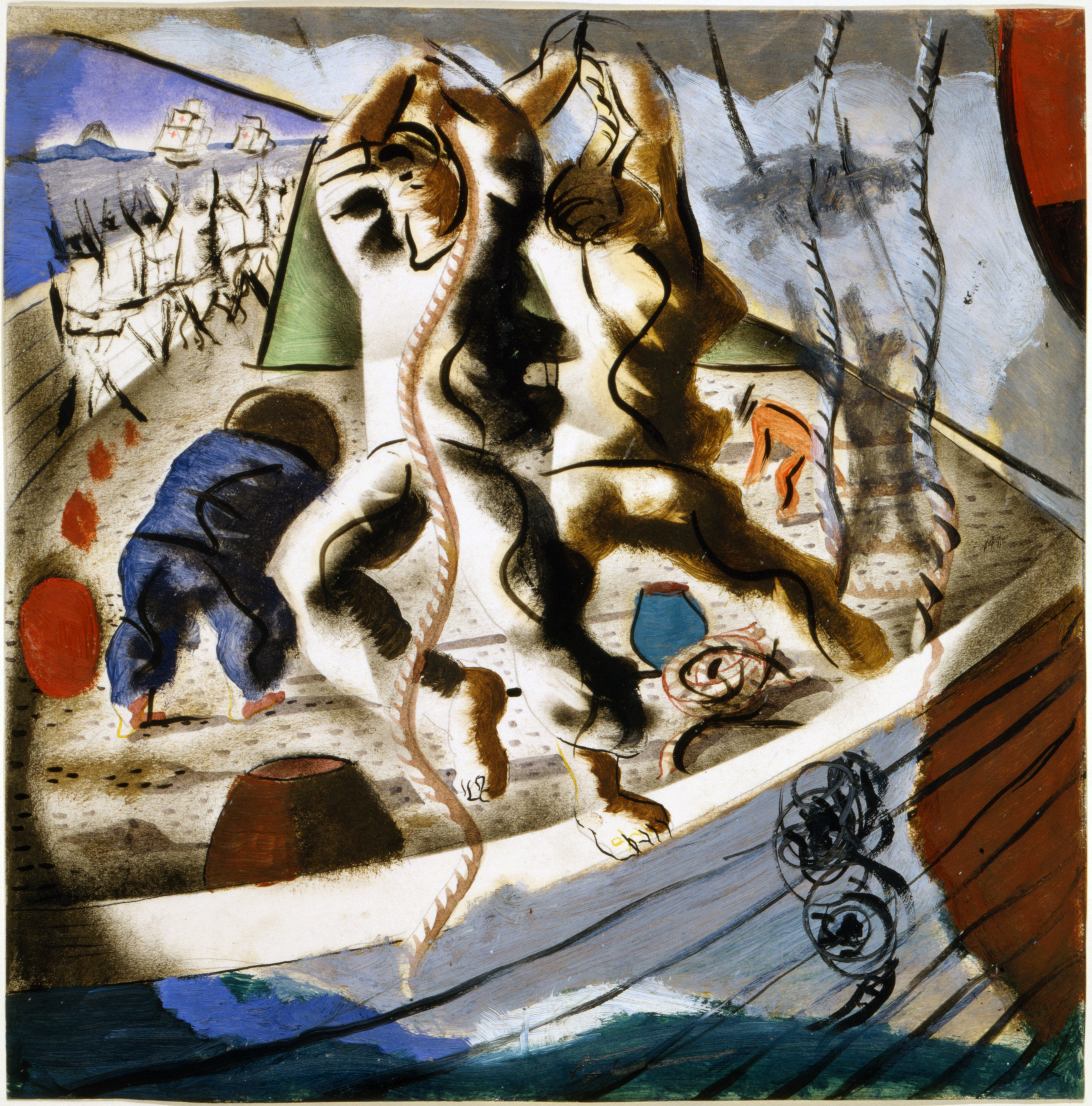
Candido Portinari, La Découverte de la Terre (1941). Peinture murale dans le bâtiment de la Bibliothèque du Congrès, Washington.

La tradition académique inaugurée par le roi du Portugal Jean VI et ses Français n’est pas morte entièrement. Même après que l'École nationale a été intégrée à l'Université fédérale de Rio de Janeiro, le modèle académique n'a pas cessé d'exister : il s'est transformé en une université brésilienne moderne avec ses cursus d'art. Ni le modernisme et ses offenses contre le système, ni les avant-gardes iconoclastes successives n’ont pu ébranler durablement le prestige dont a toujours joui universellement l’éducation dans un établissement d’enseignement supérieur réputé, comme cela s’est produit en Europe, où les anciennes académies ont réussi à se renouveler et à s’adapter aux nouvelles tendances, et ont continué à fonctionner comme d’importants centres d’apprentissage des arts.
Au XXe siècle, l'activité d'autres écoles dérivées de ce modèle dans d'autres régions du pays, comme Pernambuco, Bahia, São Paulo, Rio Grande do Sul, a souvent été fondamentale pour la mise à jour ou au moins pour l'organisation de l'ensemble du système artistique de leurs régions, comme ce fut le cas avec l'influence de l'universitaire pauliste Ado Malagoli (pt) à l'Institut des Arts de l'Université fédérale du Rio Grande do Sul (pt) et avec le gouvernement de l'État de Rio Grande do Sul, renouvelant l'enseignement artistique dans les deux cas.
Cândido Portinari est un autre exemple, un diplômé de l'École nationale qui a adopté une voie médiane entre l'avant-garde et la tradition, restant accessible aux masses en créant des images poignantes avec un attrait immédiat, tout en conservant une grande richesse plastique, avec un style original et un savoir-faire solide : il est devenu l'une des personnalités artistiques ayant la plus grande influence au Brésil au milieu du XXe siècle. Il était très apprécié par le gouvernement fédéral, dont le discours brésilien ambitieux trouvait un véhicule approprié dans les peintures murales historiques et les tableaux emblématiques du peintre tels que Café, en plus de quoi, même sans se considérer comme un artiste académique, il a toujours maintenu un grand intérêt pour les questions sociales et l'éducation, a appelé plusieurs fois le gouvernement à créer de nouvelles chaires et favoriser les institutions académiques, en maintenant des liens avec les universités et le projet éducatif fédéral de diverses manières. Ce n’est peut-être pas une coïncidence s’il s’est senti encouragé à peindre sa propre version de la scène de Primeira Missa no Brasil, un événement de l’histoire nationale immortalisé auparavant par les mains de l’universitaire Victor Meirelles,. Malagoli et Portinari ont tous deux illustré le grand potentiel de la connexion entre le pouvoir public et l’art, qui peut produire des résultats éloquents lorsque les efforts et les idéaux sont combinés et non opposés, et qu’il existe des agents disciplinés, cultivés et talentueux. Ce lien a nourri l’académisme du XXe siècle et a toujours été l’un des piliers du système d’enseignement supérieur en art, depuis sa fondation dans les académies de la vieille Italie plusieurs siècles auparavant,.
Au XXIe siècle, l’éducation artistique brésilienne, après de nombreuses oscillations et incertitudes, et plusieurs tentatives de réforme plus ou moins réussies tout au long du XXe siècle, qui privilégiaient la spontanéité et l’émotion au détriment de la technique et de la réflexion, semble solidement établie. Mais la vieille idée académique selon laquelle l’art n’est pas un simple passe-temps ou un dilettantisme, mais plutôt un processus conscient de construction de connaissances, avec sa propre histoire et son propre domaine d’étude refait surface. L'énorme production contemporaine de littérature technique et de recherche théorique, ainsi que l'importance que de nombreux artistes brésiliens diplômés d'établissements d'enseignement supérieur ont acquise à l'étranger, prouvent également la vitalité des institutions universitaires brésiliennes, qui se renouvellent constamment et, en ce sens, une grande partie de l'art brésilien contemporain le plus audacieux et le plus visionnaire est, stricto senso, et compte tenu des différences inhérentes à l'époque, entièrement académique.